# Florence Nightingale
Florence Nightingale OM RRC DStJ (/ˈnaɪtɪŋɡeɪl/; 12 tháng 5 năm 1820 – 13 tháng 8 năm 1910) là một nhà cải cách xã hội, nhà thống kê học người Anh và là nhà sáng lập của ngành điều dưỡng hiện đại. Nightingale trở nên nổi tiếng với vai trò người quản lý và huấn luyện đội ngũ y tá phục vụ trong Chiến tranh Krym, tại đó bà đã tổ chức công tác chăm sóc thương binh ở Constantinopolis. Bà đã góp phần mang đến sự ủng hộ và công nhận cho công việc điều dưỡng và trở thành một biểu tượng quan trọng của thời kỳ Victoria, đặc biệt là với hình ảnh nổi tiếng "Người phụ nữ với cây đèn" đến chăm sóc những người lính bị thương vào ban đêm.
Tuy gần đây nhiều người cho rằng những thành tựu trong Chiến tranh Krym của Nightingale đã bị giới truyền thông thời đó phóng đại, nhưng hầu hết các nhà phê bình đồng ý về tầm quan trọng của bà trong công cuộc chuyên nghiệp hóa ngành điều dưỡng sau này. Năm 1860, bà đã đặt nền móng cho ngành điều dưỡng chuyên nghiệp với việc thành lập trường điều dưỡng của mình tại Bệnh viện St Thomas ở London. Đây là trường điều dưỡng thế tục đầu tiên trên thế giới, hiện nay thuộc Đại học Nhà vua Luân Đôn. Vai trò tiên phong trong lĩnh vực điều dưỡng của bà được thể hiện qua Lời cam kết Nightingale mà mỗi điều dưỡng viên tuyên thệ trước khi bắt đầu sự nghiệp, Huân chương Florence Nightingale là danh hiệu quốc tế cao nhất trong ngành điều dưỡng, cùng với ngày Quốc tế điều dưỡng hàng năm được tổ chức vào sinh nhật của Nightingale. Những cải cách xã hội của bà bao gồm cải thiện chăm sóc sức khỏe cho tất cả các thành phần trong xã hội Anh, vận động cứu trợ nạn đói ở Ấn Độ, giúp xóa bỏ luật mại dâm hà khắc đối với phụ nữ, và tăng cường sự tham gia của phụ nữ vào lực lượng lao động chính quy.
Nightingale là người tiên phong trong lĩnh vực thống kê. Bà trình bày phân tích của mình dưới dạng đồ họa để dễ dàng rút ra kết luận và đề xuất từ các dữ liệu. Bà đã phát triển một dạng nhánh của biểu đồ tròn hiện được gọi là biểu đồ phân cực, hay biểu đồ hoa hồng Nightingale. Biểu đồ này vẫn thường xuyên được sử dụng trong trực quan hóa dữ liệu.
Nightingale cũng là một tác giả với khối lượng tác phẩm lớn và đa dạng. Phần lớn các công trình đã xuất bản trong suốt cuộc đời bà là nhằm mục đích phổ cập kiến thức y học. Một số tác phẩm của bà được viết bằng tiếng Anh đơn giản để dễ dàng tiếp cận với cả những người có trình độ đọc hiểu hạn chế. Bà cũng là người đi tiên phong trong lĩnh vực trực quan hóa dữ liệu với việc sử dụng đồ họa thông tin để trình bày thông tin một cách hiệu quả. Các bản thảo về tôn giáo và chủ nghĩa thần bí của bà chỉ được xuất bản dưới dạng di cảo sau khi bà qua đời.

## Đầu đời

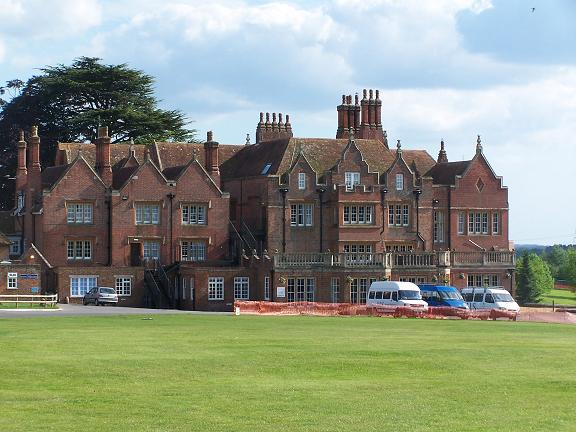
Embley Park ở Hampshire, hiện nay là trường học, từng là một trong số tư gia của William Nightingale.

Florence Nightingale sinh ngày 12 tháng 5 năm 1820 trong một gia đình thượng lưu giàu có người Anh tại Villa Colombaia, Firenze, Toscana, Ý, và được đặt tên theo thành phố nơi bà sinh ra (trong tiếng Anh là Florence). Chị gái của Florence, Frances Parthenope, cũng được đặt tên theo nơi sinh là Parthenope, một địa danh Hy Lạp cổ hiện nay thuộc thành phố Napoli. Sau khi gia đình chuyển về Anh vào năm 1821, Nightingale lớn lên tại tư gia ở Embley Park, Hampshire, và Lea Hurst, Derbyshire.
Florence thừa hưởng quan điểm tự do-nhân đạo từ cả hai phía gia đình nội ngoại. Cha mẹ bà là William Edward Nightingale, tên khai sinh William Edward Shore (1794–1874) và Frances ("Fanny") Nightingale, nhũ danh Smith (1788–1880). Mẹ của William là Mary Evans, cháu gái của Peter Nightingale, qua đó William được thừa kế tài sản tại Lea Hurst, cùng với dòng họ và gia huy nhà Nightingale. Cha của Fanny (ông ngoại của Florence) là William Smith, người theo chủ nghĩa bãi nô và nhất vị luận. Cha của Nightingale đã giáo dục chị em bà tại nhà. Một bộ phim tài liệu của BBC nói rằng, "Florence và chị gái Parthenope đã được hưởng lợi từ những quan điểm tiến bộ của cha mình về giáo dục phụ nữ. Họ được học lịch sử, toán học, tiếng Ý, văn học cổ điển và triết học; ngay từ khi còn nhỏ, Florence, người vượt trội hơn trong học tập, đã thể hiện một thiên phú phi thường trong việc thu thập và phân tích dữ liệu, điều đã được bà vận dụng trong cuộc sống sau này."

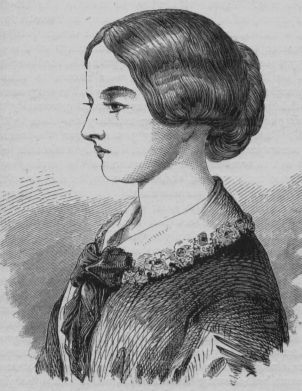
Florence Nightingale thời trẻ

Năm 1838, cha bà đưa cả gia đình đi du lịch ở châu Âu, từ đó bà quen biết với Mary Clarke, một phụ nữ thượng lưu gốc Anh trong giới giao tế phòng khách Paris. Bà ghi lại rằng "Clarkey" là một nữ chủ nhân truyền cảm hứng, không quan tâm đến vẻ bề ngoài, và trong khi không phải lúc nào bà cũng đồng ý với những vị khách, "bà không bao giờ khiến bất kỳ ai nhàm chán." Hành vi của bà được cho là dị hợm và cổ quái, bà không mấy tôn trọng phụ nữ thượng lưu Anh và cho họ là tầm thường. Bà nói rằng nếu được lựa chọn giữa việc trở thành một phụ nữ hay một nô lệ hầm tàu, thì bà sẽ chọn sự tự do trong hầm tàu. Bà thường tránh quan hệ với nữ giới và ưu tiên kết thân với các trí thức nam giới. Tuy nhiên, Clarkey dành một ngoại lệ cho gia đình Nightingale và cụ thể là Florence. Bà và Florence duy trì tình bạn thân thiết trong suốt 40 năm mặc dù cách nhau 27 tuổi. Clarke đã chứng minh cho Florence thấy rằng phụ nữ có thể bình đẳng với nam giới, một điều mà Florence không thấy được ở mẹ mình.
Nightingale đã có một vài trải nghiệm mà bà tin rằng đó là tiếng gọi thiêng liêng vào tháng Hai năm 1837 tại Embley Park, điều này đã khơi dậy ước nguyện cống hiến cuộc đời mình để phụng sự con người ở bà. Khi còn trẻ, bà thuận theo sự phản đối của gia đình và từ bỏ việc sự nghiệp điều dưỡng, mãi đến tận năm 1844 bà mới khẳng định quyết tâm theo đuổi nghề nghiệp này. Bất chấp sự tức giận và đau khổ của mẹ và chị gái, bà từ chối tuân theo vai trò được mong đợi đối với một người phụ nữ ở địa vị của mình là trở thành một người vợ và người mẹ. Nightingale đã dốc sức học tập nghệ thuật và khoa học về điều dưỡng, và phải đối mặt với sự phản đối từ gia đình và những quy tắc xã hội kìm kẹp đối với một phụ nữ trẻ thượng lưu Anh quốc.

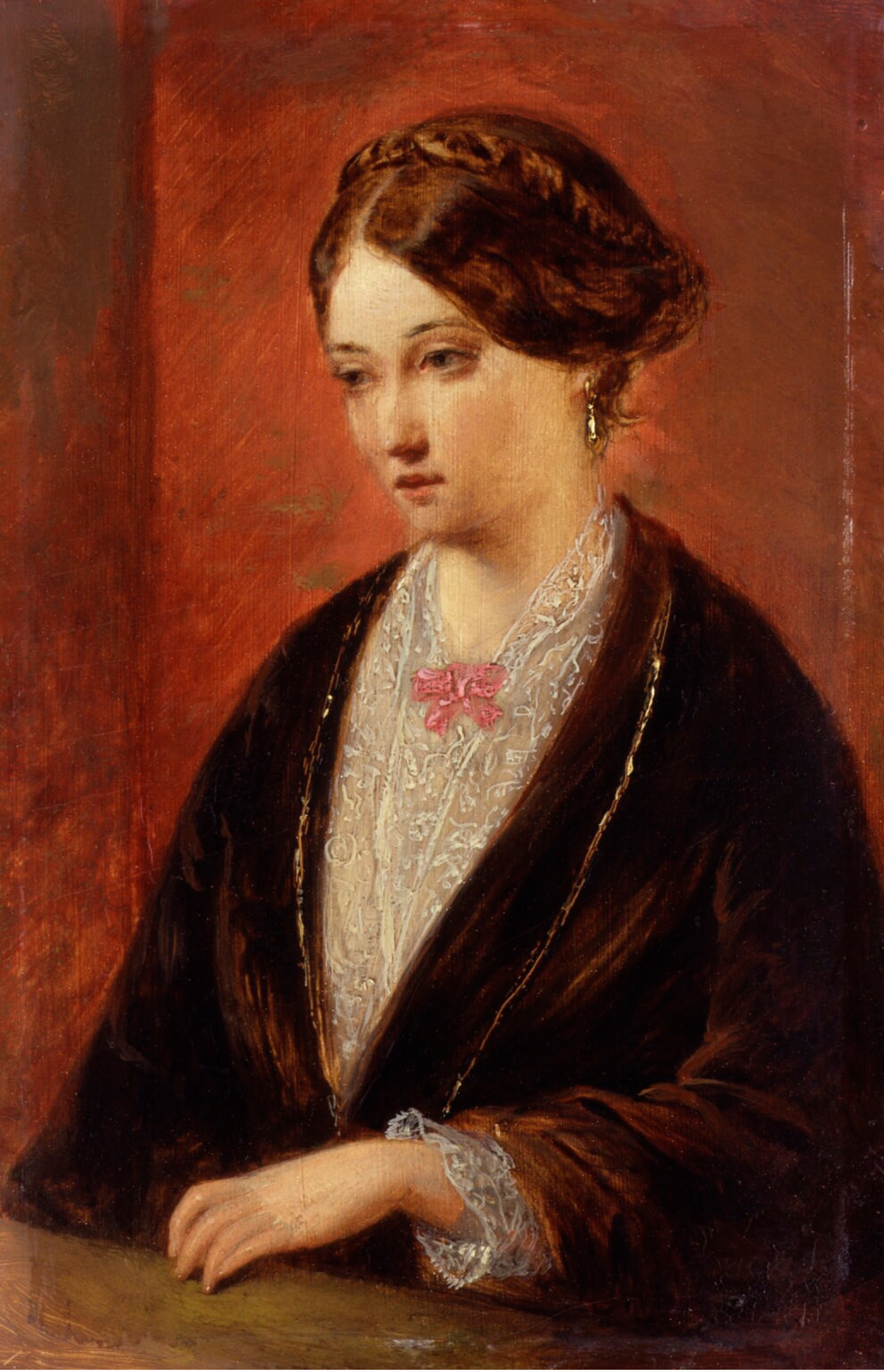
Tranh vẽ Nightingale của Augustus Egg, khoảng những năm 1840

Khi còn trẻ, Nightingale được mô tả là cuốn hút, mảnh mai và duyên dáng. Tuy thường có phong thái nghiêm nghị song bà được cho là rất lôi cuốn và có nụ cười rạng rỡ. Nhà chính trị và nhà thơ Richard Monckton Milnes đã theo đuổi bà rất nhiều năm, nhưng bà từ chối ông sau chín năm quen biết vì cho rằng hôn nhân sẽ cản trở bà đi theo tiếng gọi nghề nghiệp.
Tại Roma năm 1847, bà gặp Sidney Herbert, một chính trị gia từng là Bộ trưởng Chiến tranh (1845–1846) đang đi hưởng tuần trăng mật. Hai người đã trở thành bạn bè thân thiết trong suốt cuộc đời. Khi Herbert lại ra giữ chức Bộ trưởng Chiến tranh trong thời gian Chiến tranh Krym, hai vợ chồng ông đã tạo điều kiện thuận lợi cho công việc của Nightingale ở Crimea. Bà trở thành cố vấn quan trọng của Herbert trong suốt sự nghiệp chính trị của ông, mặc dù bà bị một số người cáo buộc là đã gián tiếp đẩy Herbert đến cái chết vì bệnh Bright vào năm 1861 vì chịu quá nhiều áp lực từ chương trình cải cách của bà. Nightingale cũng có quan hệ gắn bó thân thiết với học giả Benjamin Jowett, ông có thể từng có ý định cầu hôn bà.

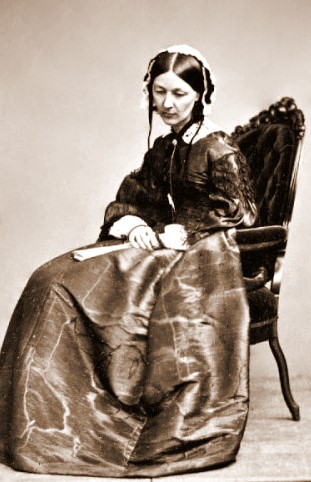
Nightingale k. 1854

Nightingale tiếp tục các chuyến du hành của mình (cùng với Charles và Selina Bracebridge ) đến Hy Lạp và Ai Cập. Khi ở Athens, Hy Lạp, Nightingale đã giải cứu một con cú nhỏ đang bị hành hạ bởi một đám trẻ con, bà đặt tên cho con cú là Athena. Nightingale thường mang theo con cú bên mình cho đến khi nó qua đời (ngay trước khi Nightingale đến Krym).
Những đoạn viết về Ai Cập thể hiện tinh thần ham học, kỹ năng văn chương và triết lý sống của bà. Tại Thebes, bà viết về việc được "Chúa vẫy gọi". Một tuần sau đó tại Cairo, bà viết trong nhật ký: "Chúa đã gọi tôi vào vào buổi sáng và hỏi liệu tôi có thể làm điều thiện chỉ vì ngài chứ không vì bất kỳ tiếng tăm gì hay không." Sau đó vào năm 1850, bà viếng thăm cộng đồng Luther giáo tại Kaiserswerth-am-Rhein ở Đức, và quan sát Mục sư Theodor Fliedner và các nữ chấp sự chăm sóc những người bệnh tật và những người thiếu thốn. Bà coi trải nghiệm này là một bước ngoặt trong cuộc đời mình và đã công bố ẩn danh những phát hiện của mình vào năm 1851; Viện Kaiserswerth trên sông Rhine, để Đào tạo Thực hành cho các Nữ Chấp sự, v.v ... là tác phẩm xuất bản đầu tiên của bà. Bà cũng tiếp thu bốn tháng đào tạo y tế tại viện, đây là cơ sở cho kiến thức điều dưỡng của bà.
Từ ngày 22 tháng 8 năm 1853 đến tháng 10 năm 1854, Nightingale đảm nhiệm chức vụ giám đốc tại Viện chăm sóc phụ nữ bị bệnh ở Phố Upper Harley, London. Cha bà cho bà một khoản thu nhập hàng năm là 500 bảng Anh (khoảng 40.000 bảng Anh / 65.000 đô la Mỹ tại thời điểm hiện tại), cho phép bà sống thoải mái để theo đuổi sự nghiệp của mình.

## Chiến tranh Krym

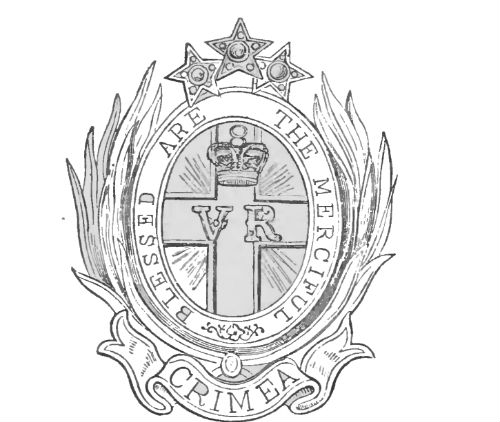
Bản in của viên ngọc được Victoria của Anh trao tặng cho Nightingale vì những phụng sự trong chiến tranh

Florence Nightingale trở nên nổi danh với những đóng góp của bà trong Chiến tranh Krym. Trong cuộc chiến này, liên quân Anh và Pháp chống lại quân Nga bên phe của Đế chế Ottoman. Bà bắt đầu quan tâm đến cuộc chiến sau khi có các báo cáo gửi về Anh về điều kiện sống khủng khiếp đối với những người bị thương tại bệnh viện quân sự bên phía châu Á ở Bosporus, đối diện với Constantinopolis, tại Scutari (ngày nay là Üsküdar, Istanbul). Vào ngày 21 tháng 10 năm 1854, bà và đội ngũ 38 y tá tình nguyện viên bao gồm y tá trưởng Eliza Roberts và người dì của bà là Mai Smith, cùng với 15 nữ tu Công giáo (do Henry Edward Manning điều động) đã được cử đến Đế chế Ottoman (dưới sự cho phép của Sidney Herbert). Trên đường đi, Nightingale được người bạn Mary Clarke giúp đỡ ở Paris. Nơi các y tá tình nguyện làm việc cách trại đóng quân chính của Anh ở bên kia Biển Đen tại Balaklava khoảng 295 hải lý (546 km; 339 mi). Trên thực tế, Nightingale chưa từng đặt chân đến Krym.
Nightingale đến Doanh trại Selimiye ở Scutari vào đầu tháng 11 năm 1854. Nhóm của bà nhận thấy rằng tại đây thương binh được chăm sóc sơ sài bởi đội ngũ y tế phải làm việc quá tải, trước sự thờ ơ của chính quyền. Thuốc men thiếu thốn và vệ sinh không được chú ý khiến tình trạng nhiễm trùng hàng loạt diễn ra phổ biến, dẫn đến nhiều ca tử vong. Trong khi đó, không hề có dụng cụ chuyên dùng để chế biến thức ăn cho bệnh nhân.
Sau khi Nightingale gửi lời kêu gọi trợ giúp đến The Times để gây sự chú ý của chính phủ trước tình trạng tồi tệ của cơ sở vật chất ở đây, Chính phủ Anh đã giao cho Isambard Kingdom Brunel thiết kế một bệnh viện được chế tạo sẵn tại Anh và vận chuyển đến Dardanelles. Bệnh viện Renkioi mới được thành lập này có tỷ lệ tử vong thấp hơn một phần mười so với tại Scutari.
Stephen Paget trong bộ Từ điển Tiểu sử Quốc gia khẳng định rằng Nightingale đã giảm tỷ lệ tử vong từ 42% xuống 2%, bằng cách tự cải thiện quy trình vệ sinh hoặc kêu gọi hành động từ Ủy ban Vệ sinh. Ví dụ, Nightingale đã áp dụng quy định rửa tay và các thực hành vệ sinh khác trong bệnh viện dã chiến nơi bà làm việc.

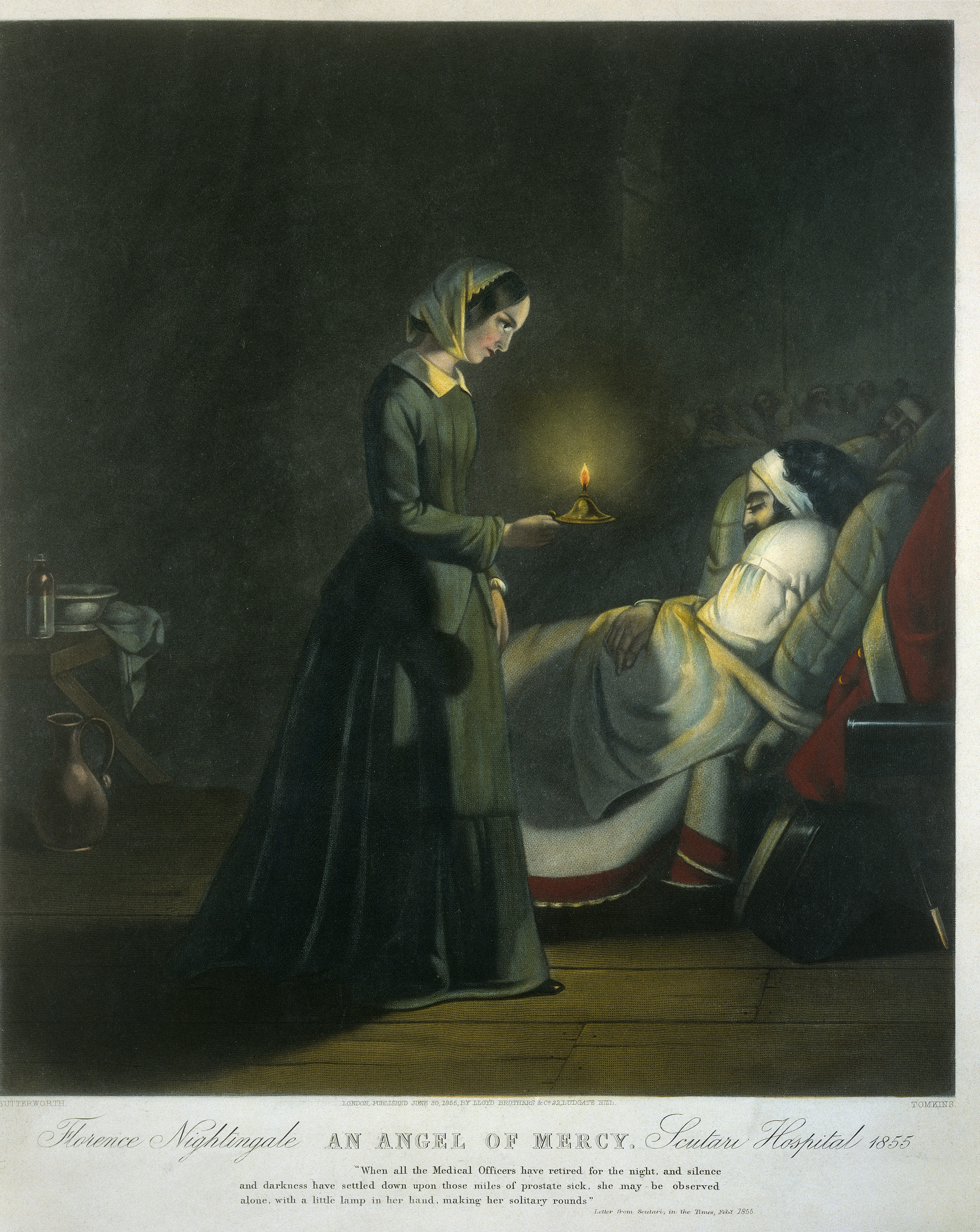
Florence Nightingale, thiên thần nhân ái. Bệnh viện Scutari 1855.

Trong mùa đông đầu tiên của Nightingale ở Scutari, 4.077 binh sĩ đã tử vong tại đây. Số binh sĩ tử vong do các bệnh như sốt phát ban, thương hàn, tả, và kiết lỵ nhiều gấp mười lần so với do các vết thương trong trận chiến. Do tình trạng quá tải, hệ thống cống rãnh yếu kém và không có hệ thống thông khí, Chính phủ Anh đã phải cử Ủy ban Vệ sinh đến Scutari vào tháng 3 năm 1855, gần sáu tháng sau khi Nightingale đến đây. Ủy ban đã khơi thông cống rãnh và cải thiện hệ thống thông khí. Tỷ lệ tử vong đã giảm mạnh, nhưng Nightingale không bao giờ nhận công lao về phần mình. Bà đã vượt qua một cơn bệnh nguy kịch vào tháng 5 năm 1855 với sự chăm sóc của y tá trưởng Eliza Roberts.
Các bộ phim tài liệu do BBC phát hành năm 2001 và 2008 đã hoài nghi về những đóng góp của Nightingale trong Chiến tranh Krym, theo sau là một số bài báo trên The Guardian và Sunday Times. Học giả Lynn McDonald đã bác bỏ những lời chỉ trích này là không đáng tin cậy và không chính thống.
Nightingale tin rằng tỷ lệ tử vong cao là do các binh sĩ phải chịu đựng tình trạng dinh dưỡng kém, vật tư thiếu thốn, không khí ô nhiễm và lao động quá sức. Sau khi trở về Anh và bắt đầu thu thập bằng chứng trước Ủy ban Y tế Quân đội Hoàng gia, bà bị thuyết phục rằng hầu hết các binh sĩ tại bệnh viện thiệt mạng do điều kiện sống tồi tàn. Trải nghiệm này có ảnh hưởng lớn đến sự nghiệp sau này và những nỗ lực của bà trong việc vận động nâng cao điều kiện sống và điều kiện vệ sinh. Do đó, bà đã góp phần giảm thiểu số ca tử vong trong quân đội thời bình trong quân đội và chuyển sự chú ý sang hệ thống vệ sinh của các bệnh viện và nhà ở của tầng lớp lao động.

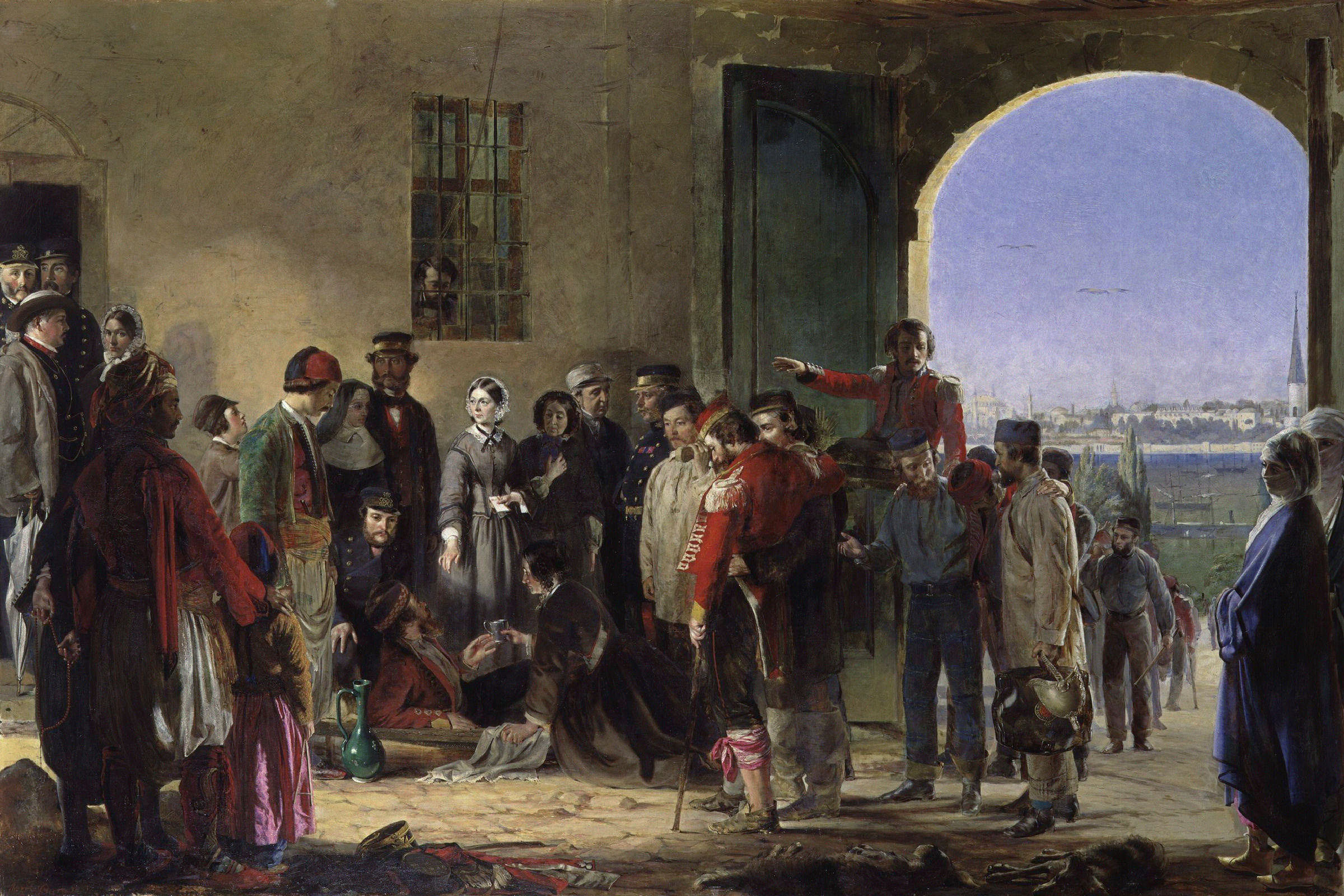
Sứ mệnh nhân ái: Florence Nightingale tiếp nhận thương binh tại Scutari (Jerry Barrett, 1857)

Theo một số nguồn tin thứ cấp, Nightingale có quan hệ lạnh nhạt với y tá đồng nghiệp Mary Seacole, đồng thời là bà chủ một quán trọ/bệnh viện dành cho các sĩ quan. Cuốn hồi ký của Seacole, Những cuộc phiêu lưu kỳ diệu của Bà Seacole ở mọi miền¸ chỉ ghi lại một lần duy nhất hai người thân thiện với nhau là khi bà hỏi xin chỗ ngủ và được bố trí; Seacole đã ghé Scutari trên đường đến Krym để bắt đầu công việc kinh doanh. Tuy nhiên, Seacole kể lại rằng khi bà xin gia nhập nhóm của Nightingale, một người trong nhóm đã từ chối bà, Seacole cho rằng phân biệt chủng tộc là gốc rễ vấn đề. Nightingale nói qua thư với anh rể rằng bà lo ngại công việc của mình sẽ bị ảnh hưởng bởi công việc kinh doanh của Seacole, vì trong khi "cô ấy đối xử rất tốt với mọi người và nhất là đối với các sĩ quan, cô cũng đá làm nhiều người say bí tỉ". Nightingale được cho là đã viết, "Khó khăn lớn nhất là phải chống lại tính tranh thủ của bà Seacole, và ngăn chặn bà ấy quan hệ với các y tá (không cần bàn cãi gì thêm!). . . Bất kỳ ai có liên quan đến bà Seacole đều giàu lòng tốt - cũng như thói say xỉn và hành vi lệch lạc".
Hai đợt nữ tu Ireland đến để hỗ trợ đoàn y tá tại Scutari được Nightingale đón nhận khác nhau. Đợt đầu tiên do sơ Mary Clare Moore chỉ huy và hoạt động dưới quyền của Nightingale. Hai người duy trì tình bạn cho đến cuối đời. Đợt thứ hai do sơ Mary Francis Bridgeman chỉ huy không được Nightingale hoan nghênh lắm, do Bridgeman không muốn trao quyền lãnh đạo cho Nightingale, đồng thời không tin tưởng bà, cho bà là đầy tham vọng.

### Người phụ nữ với cây đèn

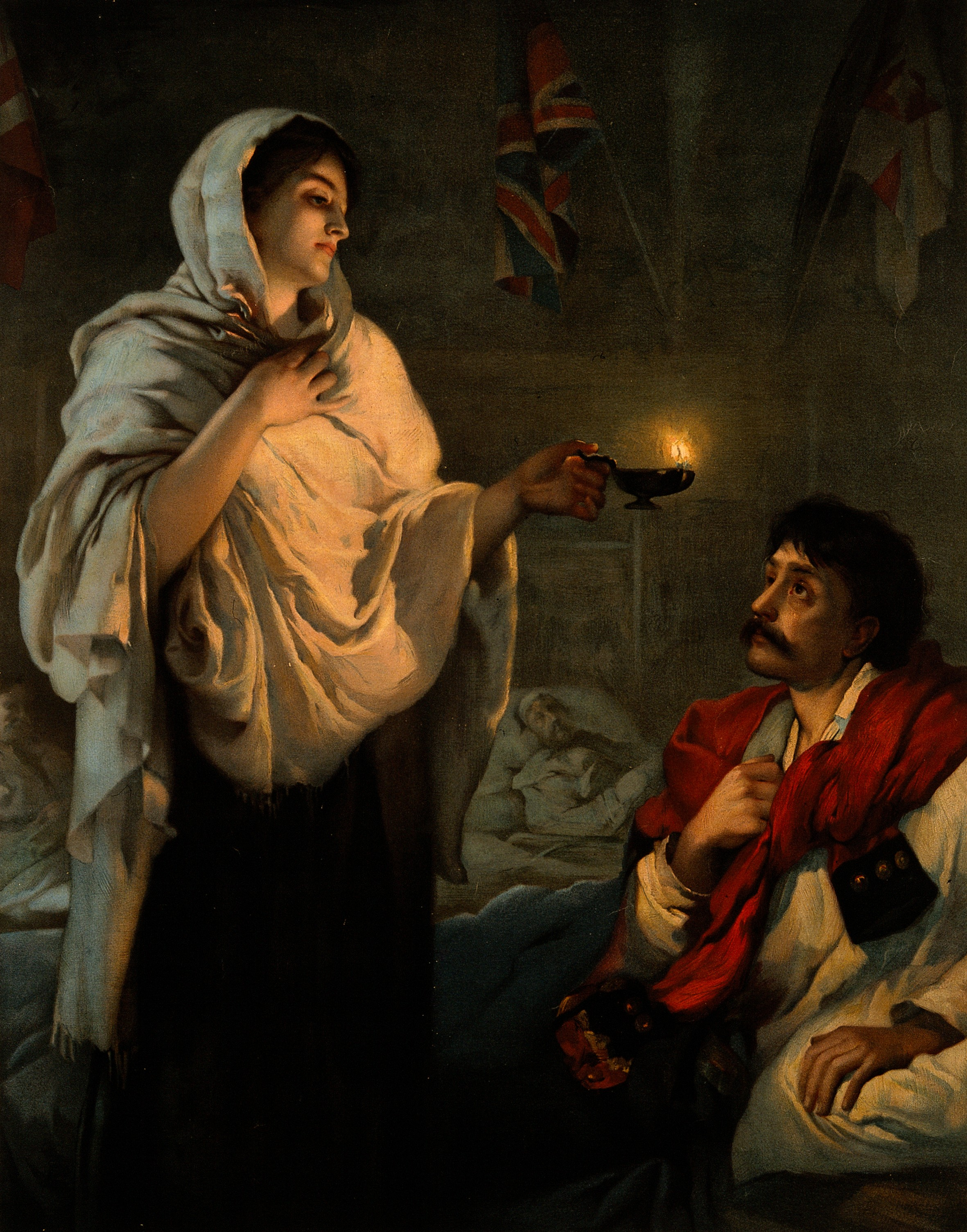
Người phụ nữ với cây đèn. Bản sao in thạch bản phổ biến của bức tranh Nightingale của Henrietta Rae, năm 1891.

Trong chiến tranh Krym, Nightingale nổi danh với tên gọi "Người phụ nữ với cây đèn" sau một bài báo đăng trên tờ The Times:
Không ngoa chút nào, bà chính là một "thiên thần săn sóc", khi bóng hình mảnh khảnh của bà lặng lẽ lướt qua mỗi hành lang, từng khuôn mặt bệnh tật khốn khổ như được xoa dịu bởi ân phước những khi thấy bóng bà. Khi các bác sĩ đã về nghỉ ngơi hết, khi bóng đêm tĩnh mịch phủ lên các hành lang đầy ắp bệnh nhân đau ốm què quặt, bà lại xuất hiện với cây đèn leo lét trên tay, lặng lẽ đi tuần các trại bệnh một mình.— Trích dẫn trong Cook, E. T. Cuộc đời Florence Nightingale. (1913) Quyển 1, tr 237.

Cụm từ này đã được phổ biến rộng rãi bởi bài thơ năm 1857 "Santa Filomena" của Henry Wadsworth Longfellow.
Kìa! ở nơi khổ ải ấy

Tôi thấy bà đến với cây đèn

Lướt qua những bóng sáng mịt mờ,

Thấp thoáng từ phòng này sang phòng khác.

## Sự nghiệp sau này
Tại Krym vào ngày 29 tháng 11 năm 1855, Quỹ Nightingale được thành lập để đào tạo các y tá trong một buổi mít ting để vinh danh những đóng góp của Nightingale trong chiến tranh. Quỹ đã nhận được rất nhiều khoản đóng góp hào phóng. Sidney Herbert từng là thư ký danh dự của quỹ và Hoàng tử George Công tước xứ Cambridge là chủ tịch. 

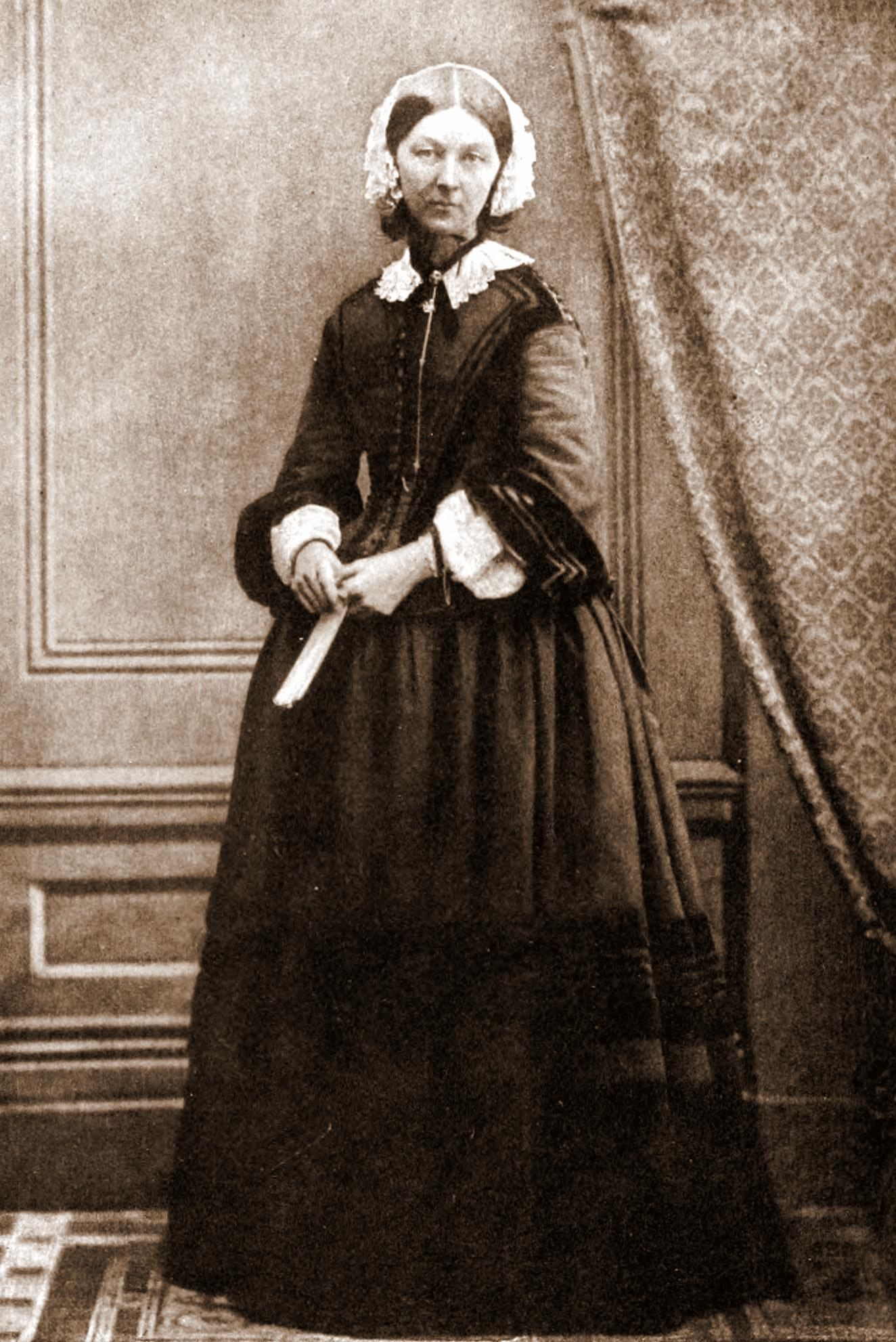
Nightingale, k.1858, bởi Goodman

Nightingale đã sử dụng 45.000 bảng Anh từ Quỹ Nightingale để thành lập Trường đào tạo Nightingale tại Bệnh viện St Thomas vào ngày 9 tháng 7 năm 1860. Các y tá Nightingale đầu tiên đã bắt đầu làm việc vào 16 tháng 5 năm 1865 tại Bệnh xá tế bần Liverpool. Hiện nay, trường Nightingale được gọi là Trường Điều dưỡng và Hộ sinh Florence Nightingale, thuộc King's College London.
Nightingale viết cuốn Ghi chú về điều dưỡng năm 1859. Cuốn sách đóng vai trò là nền tảng của chương trình giảng dạy tại Trường Nightingale và các trường điều dưỡng khác, mặc dù nó được viết đặc thù cho những người điều dưỡng tại gia. Nightingale đã viết, "Kiến thức vệ sinh hàng ngày, hoặc kiến thức về điều dưỡng, hay nói cách khác, về cách duy trì thể trạng không bệnh tật, hoặc dưỡng bệnh, dần càng được xem trọng. Nó được công nhận là kiến thức mà mỗi người cần phải có - khác biệt với kiến thức y khoa mà chỉ một ngành nghề mới có".
Ghi chú về Điều dưỡng cũng rất phổ biến đối với công chúng phổ thông và được coi là cuốn sách nhập môn kinh điển về điều dưỡng. Nightingale đã dành phần đời còn lại của mình để thúc đẩy và tổ chức ngành nghề điều dưỡng. Trong phần giới thiệu cho ấn bản năm 1974, Joan Quixley của Trường Điều dưỡng Nightingale đã viết: "Đây là cuốn sách đầu tiên từng được viết về chủ đề này. Nó xuất hiện vào thời điểm mà các quy tắc đơn giản về sức khỏe chỉ mới bắt đầu được biết đến, khi các chủ đề của nó có tầm quan trọng sống còn không chỉ đối với sức khỏe và sự phục hồi của bệnh nhân, khi các bệnh viện tràn ngập tình trạng nhiễm trùng, khi các y tá vẫn chủ yếu được coi như những người dốt nát, vô học. Cuốn sách hiển nhiên được xếp vào lịch sử ngành điều dưỡng, vì nó được viết bởi người sáng lập ngành điều dưỡng hiện đại".

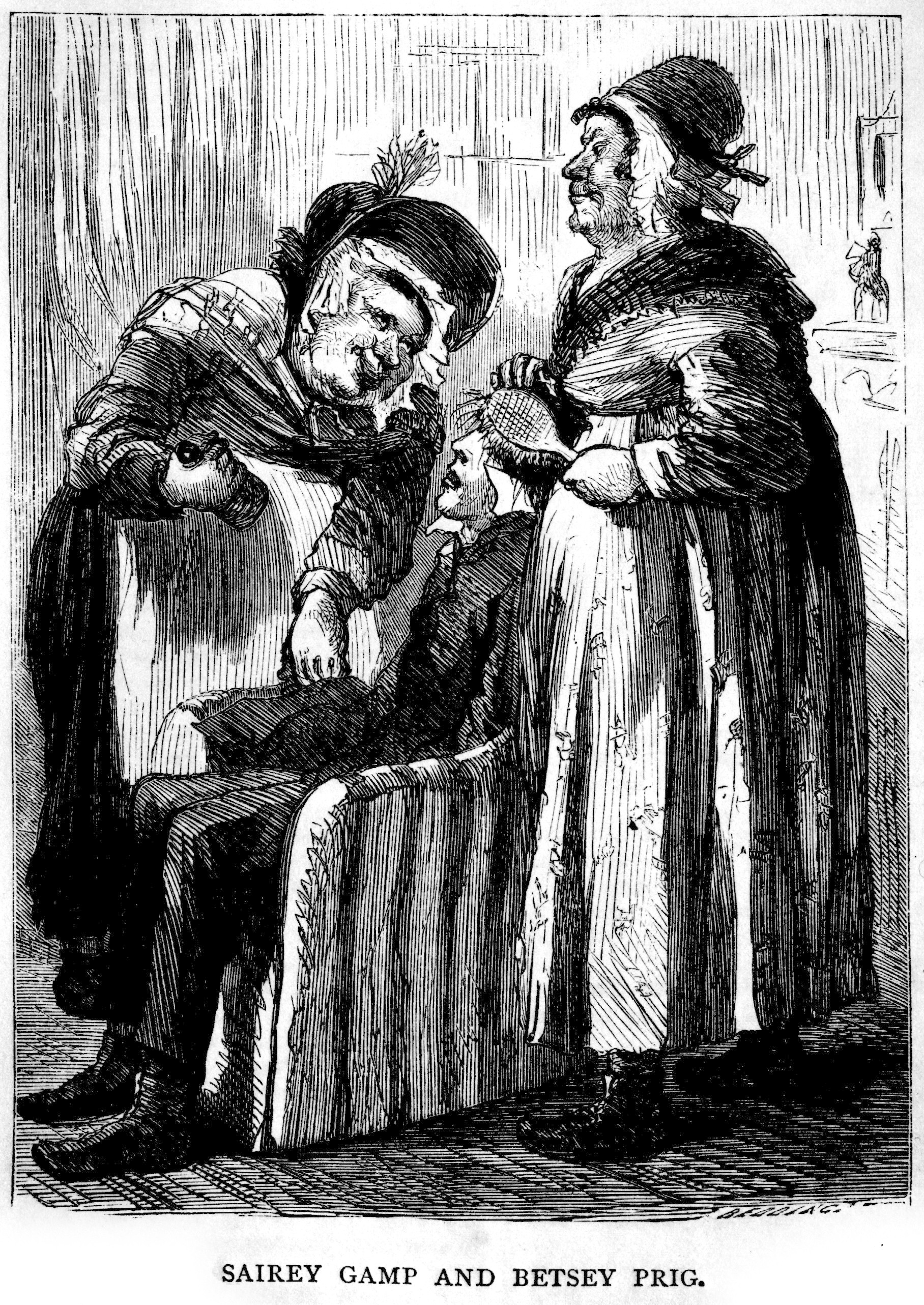
Hình minh họa trong Martin Chuzzlewit của Charles Dickens. Y tá Sarah Gamp (trái) đã trở thành điển hình cho những y tá không qua đào tạo và kém năng lực vào đầu thời đại Victoria, trước những cải cách của Nightingale

Một trong những thành tựu nổi bật của Nightingale là việc đưa các y tá được đào tạo vào làm việc trong hệ thống nhà tế bần ở Anh từ những năm 1860 trở đi. Điều này có nghĩa là những người bệnh tật thay vì được chăm sóc bởi những người bệnh tật khác thì sẽ được chăm sóc bởi những điều dưỡng viên được đào tạo bài bản. Vào nửa đầu thế kỷ 19, các y tá thường là những người giúp việc hoặc góa phụ không tìm được công việc nào khác và do đó buộc phải kiếm sống bằng công việc này. Charles Dickens đã trong cuốn tiểu thuyết Martin Chuzzlewit xuất bản năm 1842–1843 của mình đã châm biếm tiêu chuẩn chăm sóc sức khỏe với hình ảnh y tá Sarah Gamp là người bất tài, cẩu thả, nghiện rượu và hư hỏng. Theo Caroline Worthington, giám đốc Bảo tàng Florence Nightingale, "Khi bà [Nightingale] bắt đầu, không có cái gọi là điều dưỡng. Nhân vật Sarah Gamp của Dickens, người thích uống rượu gin hơn là chăm sóc bệnh nhân, chỉ là một sự phóng đại nhẹ. Bệnh viện là nơi cuối cùng mà người ta phải chấp nhận, nơi sàn được trải bằng rơm để thấm máu. Florence đã thay đổi công việc điều dưỡng khi bà trở về [từ Krym]. Bà có mối quan hệ với những người cầm quyền và bà đã sử dụng nó để đạt được mục đích. Florence bướng bỉnh, cố chấp và thẳng thắn nhưng bà phải như vậy để hoàn thành tất cả những thành tựu đó."
Mặc dù Nightingale đôi khi được cho là đã phủ nhận thuyết lây nhiễm trong suốt cuộc đời của mình, một tiểu sử năm 2008 không đồng ý, chỉ ra rằng bà chỉ đơn giản là phản đối tiền thân của thuyết vi trùng được biết đến như thuyết lây truyền ngẫu nhiên. Thuyết này cho rằng các bệnh chỉ có thể lây truyền khi chạm vào. Trước những thí nghiệm vào giữa những năm 1860 của Pasteur và Lister, hầu như không ai coi trọng thuyết vi trùng; thậm chí sau đó, nhiều nhà y học cũng không bị thuyết phục. Bostridge chỉ ra rằng vào đầu những năm 1880, Nightingale đã viết một chương cho một cuốn sách giáo khoa, trong đó bà ủng hộ các biện pháp phòng ngừa nghiêm ngặt được thiết kế để tiêu diệt vi trùng. Công việc của Nightingale là nguồn cảm hứng cho các y tá trong Nội chiến Hoa Kỳ. Chính phủ Liên bang đã tiếp cận bà để xin lời khuyên trong việc tổ chức y tế thực địa. Ý tưởng của bà đã truyền cảm hứng cho đội ngũ tình nguyện của Ủy ban Vệ sinh Hoa Kỳ.

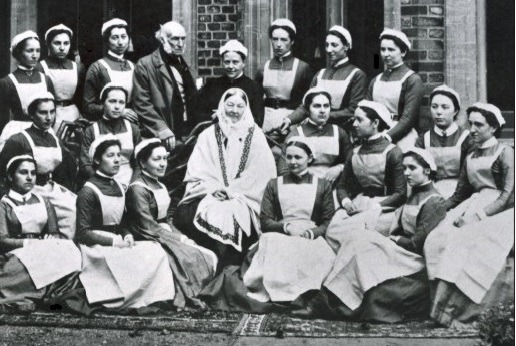
Florence Nightingale (giữa) năm 1886 với lớp điều dưỡng tốt nghiệp từ St Thomas, Claydon House, Buckinghamshire

Vào những năm 1870, Nightingale đã hướng dẫn Linda Richards, "y tá được đào tạo đầu tiên của Hoa Kỳ", và giúp bà quay về Hoa Kỳ với tập huấn và kiến thức đầy đủ để thành lập các trường điều dưỡng chất lượng cao. Richards tiếp tục trở thành nhà tiên phong ngành điều dưỡng ở Mỹ và Nhật Bản.
Đến năm 1882, một số y tá Nightingale đã trở thành y tá trưởng tại một số bệnh viện hàng đầu, bao gồm ở Luân Đôn (Bệnh viện St Mary, Bệnh viện Westminster, Bệnh xá tế bần St Marylebone Workhouse và Bệnh viện thương tật ở Putney) và trên khắp nước Anh (Bệnh viện Hoàng gia Victoria ở Netley; Bệnh viện Hoàng gia Edinburgh; Bệnh viện Cumberland và Bệnh viện Hoàng gia Liverpool), cũng như tại Bệnh viện Sydney ở New South Wales, Úc.
Năm 1883, Nightingale trở thành người đầu tiên nhận Huy chương Chữ thập đỏ Hoàng gia. Năm 1904, bà được ban tước hiệu Công nương Ân sủng Dòng St John (LGStJ). Năm 1907, bà trở thành người phụ nữ đầu tiên được trao tặng Huân chương Công tích. Trong năm sau, bà được trao tặng Bằng Tự do danh dự của Thành phố Luân Đôn. Ngày sinh của bà hiện nay là Ngày Nhận thức về CFS Quốc tế.
Từ năm 1857 trở đi, Nightingale thường xuyên phải nằm liệt giường và mắc bệnh trầm cảm. Một tiểu sử gần đây cho rằng nguyên nhân là bệnh brucella và viêm cột sống liên quan. Hầu hết các nguồn chính thống ngày nay đều chấp nhận rằng Nightingale bị một dạng bệnh brucella đặc biệt nghiêm trọng, hậu quả của bệnh này chỉ bắt đầu giảm bớt vào đầu những năm 1880. Bất chấp sức khỏe xuống dốc, bà vẫn làm việc miệt mài với năng suất phi thường trong công cuộc cải cách xã hội. Trong những năm nằm liệt giường, bà vẫn có những đóng góp tiên phong trong lĩnh vực lập kế hoạch bệnh viện, và công việc của bà lan truyền nhanh chóng trên khắp nước Anh và thế giới. Lượng sáng tác của Nightingale suy giảm đáng kể trong thập kỷ cuối cùng. Bà viết rất ít trong thời gian đó do bị mù và sa sút trí tuệ, mặc dù vậy bà vẫn quan tâm đến các vấn đề thời sự.

## Các mối quan hệ

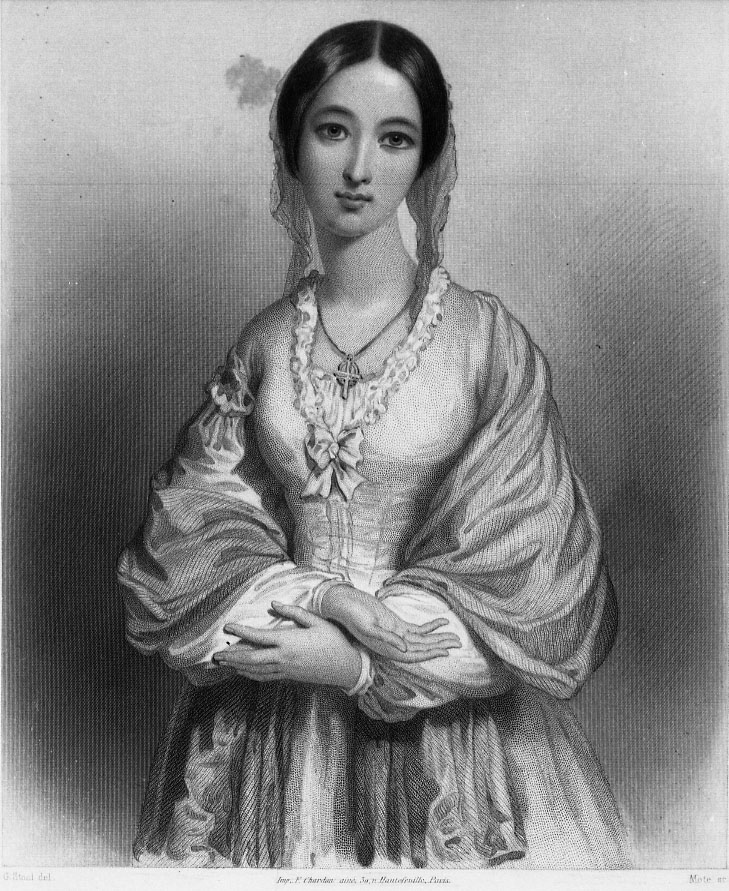
Florence Nightingale của Charles Staal, khắc bởi GH Mote, được sử dụng trong bức tranh Florence Nightingale của Mary Cowden Clarke (1857)

Mặc dù công việc của Nightingale đã nâng cao vị thế và nghề nghiệp của phụ nữ ở nhiều nơi, Nightingale có thể tin rằng nhiều phụ nữ không có năng lực bằng nam giới. Bà chỉ trích các nhà hoạt động vì quyền phụ nữ thời kỳ đầu rằng họ luôn than vãn về sự thiếu hụt công việc dành cho phụ nữ trong khi các vị trí công tác y tế dưới quyền Nightingale và những người khác thì không lúc nào đủ người. Bà thích kết bạn với những người đàn ông quyền lực, nhấn mạnh rằng họ đã giúp bà đạt được nhiều thành quả hơn là các phụ nữ khác. Bà viết rằng: "Tôi không biết một người phụ nữ nào đã thay đổi cuộc đời mình, dẫu chỉ là một chút, vì tôi hoặc ý kiến của tôi." Bà thường tự xưng bằng những đại từ nam tính, chẳng hạn như "một người đàn ông hành động" và "một người đàn ông của công việc".
Tuy nhiên, bà có một số tình bạn quan trọng và lâu dài với những người phụ nữ khác. Sau chiến tranh Krym, bà vẫn trao đổi thư từ với người đồng sự cũ là nữ tu người Ireland Mary Clare Moore. Người bạn tâm giao của bà là Mary Clarke, một phụ nữ Anh mà bà gặp ở Paris năm 1837 và giữ liên lạc trong suốt cuộc đời.
Một số học giả nghiên cứu về Nightingale tin rằng bà giữ trinh tiết suốt đời, có thể là vì lý do niềm tin tôn giáo.

## Qua đời

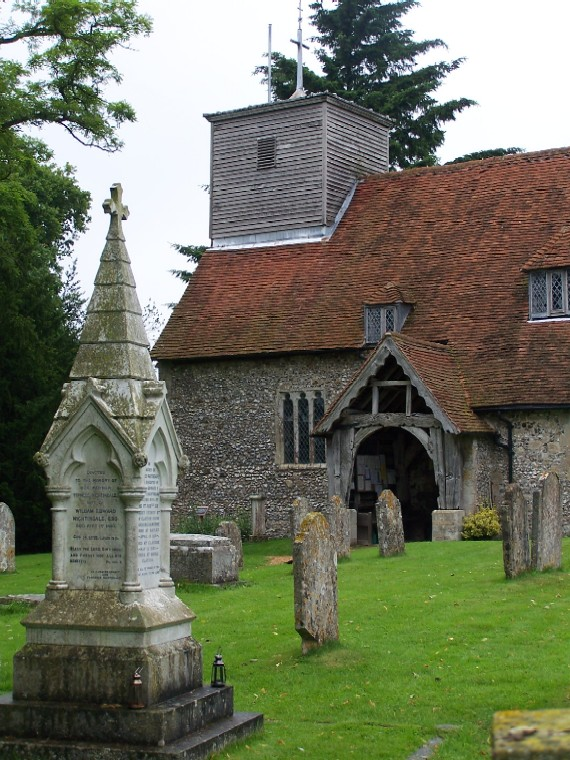
Ngôi mộ của Florence Nightingale tại nhà thờ St Margaret, East Wellow, Hampshire

Florence Nightingale qua đời yên bình trong giấc ngủ tại South Street, Mayfair, London, vào ngày 13 tháng 8 năm 1910, ở tuổi 90. Chính quyền đề nghị chôn cất bà tại Tu viện Westminster nhưng gia đình đã từ chối. Bà được an táng tại nhà thờ St Margaret ở East Wellow, Hampshire, gần Embley Park với bia tưởng niệm chỉ đề tên viết tắt và ngày sinh, ngày mất của bà. Bà đã để lại một khối lượng lớn tác phẩm, bao gồm hàng trăm ghi chú mà trước đây chưa được xuất bản. Một đài tưởng niệm Nightingale bằng đá cẩm thạch Carrara được tạc bởi Francis William Sargant vào năm 1913 đặt trong tu viện của Vương cung thánh đường Santa Croce, ở Florence, Ý.

## Đóng góp

### Thống kê học và cải cách vệ sinh
Florence Nightingale thể hiện năng khiếu toán học ngay từ khi còn nhỏ và xuất sắc vượt trội trong môn học này dưới sự dạy dỗ của cha mình. Sau đó, Nightingale trở thành nhà tiên phong trong việc trình bày trực quan hóa dữ liệu và đồ họa thống kê. Bà đã sử dụng các phương pháp như biểu đồ tròn, được phát triển lần đầu tiên bởi William Playfair vào năm 1801, là một phương pháp tương đối mới mẻ tại thời điểm đó.
Nightingale được mô tả là "nhà tiên phong thực sự trong việc trình bày dữ liệu thống kê bằng đồ thị", và được ghi công cho việc phát triển một dạng biểu đồ hình tròn hiện được gọi là biểu đồ vùng cực  hoặc biểu đồ hoa hồng Nightingale, tương đương với biểu đồ tròn hiện đại, để minh họa các nguồn tử vong của bệnh nhân theo mùa trong bệnh viện dã chiến do bà quản lý. Nightingale gọi tổng hợp các sơ đồ như vậy là "coxcomb", nhưng sau này thuật ngữ đó thường được sử dụng cho các sơ đồ riêng lẻ. Bà đã tích cực sử dụng các coxcomb để trình bày các báo cáo về bản chất và tầm quan trọng của các điều kiện chăm sóc y tế trong Chiến tranh Krym trước các Thành viên Quốc hội và quan chức, những người khó có thể đọc hiểu các dạng báo cáo thống kê truyền thống. Năm 1859, Nightingale được bầu làm thành viên nữ đầu tiên của Hiệp hội Thống kê Hoàng gia. Năm 1874, bà trở thành thành viên danh dự của Hiệp hội Thống kê Hoa Kỳ.

" Sơ đồ nguyên nhân tử vong trong quân đội ở phương Đông " của Florence Nightingale.

Sau đó bà chuyển hướng chú ý sang tình hình sức khỏe của Quân đội Anh ở Ấn Độ và bà đã chứng minh rằng hệ thống thoát nước kém, nguồn nước ô nhiễm, tình trạng quá tải và hệ thống thông gió kém là nguyên nhân dẫn đến tỷ lệ tử vong cao. Theo báo cáo trước Ủy ban Hoàng gia về Ấn Độ (1858–1863), bao gồm các bản minh họa được thực hiện bởi người chị họ sống cùng bà là nghệ sĩ Hilary Bonham Carter,}} Nightingale kết luận rằng sức khỏe của quân đội và người dân Ấn Độ phải đi liền với nhau, do đó, bà vận động để cải thiện điều kiện vệ sinh trên toàn quốc.
Nightingale đã thực hiện một nghiên cứu thống kê toàn diện về vấn đề vệ sinh tại các vùng nông thôn Ấn Độ và là người đi đầu trong việc giới thiệu dịch vụ chăm sóc y tế và y tế công cộng nâng cao ở Ấn Độ. Năm 1858 và 1859, bà đã vận động thành công việc thành lập Ủy ban Hoàng gia về tình hình Ấn Độ. Hai năm sau, bà gửi một báo cáo đến ủy ban, ủy ban hoàn thành nghiên cứu về Ấn Độ vào năm 1863. "Sau 10 năm cải cách vệ sinh, vào năm 1873, Nightingale báo cáo rằng tỷ lệ tử vong trong số những người lính ở Ấn Độ đã giảm từ 69 xuống còn 18 trên mỗi 1.000 người". 
Ủy ban Vệ sinh Hoàng gia những năm 1868–1869 đã tạo cơ hội cho Nightingale đứng ra vận động quy định bặt buộc về hệ thống vệ sinh tại nhà riêng. Bà đã vận động nhà chức trách là bộ trưởng James Stansfeld tăng cường Dự luật Y tế Công cộng được đề xuất để yêu cầu các chủ nhà trả tiền để lắp đường dẫn vào hệ thống thoát nước chính. Quy định tăng cường được ban hành trong Đạo luật Y tế Công cộng năm 1874 và 1875. Đồng thời, bà hợp tác với nhà cải cách vệ sinh đã nghỉ hưu Edwin Chadwick để thuyết phục Stansfeld trao quyền thực thi luật pháp cho Chính quyền địa phương, loại bỏ cách quản lý tập trung của các kỹ thuật viên y tế từ trên xuống. Từ các số liệu thống kê về Chiến tranh Krym, Nightingale tin rằng với trình độ y học thời bấy giờ thì các phương pháp tiếp cận phi y học sẽ hiệu quả hơn. Các nhà sử học hiện nay tin rằng cả hệ thống thoát nước và quản lý phân quyền đóng một vai trò quan trọng trong việc tăng tuổi thọ trung bình của vương quốc Anh lên 20 năm trong khoảng từ 1871 đến giữa những năm 1930. Trong thời gian này, các tiến bộ y học trên thực tế không tạo ra ảnh hưởng gì đến những bệnh dịch nghiêm trọng nhất.

### Văn học và phong trào phụ nữ
Nhà sử học Bernard Cohen cho rằng:
| “ | Những thành tựu của Nightingale càng trở nên ấn tượng hơn khi đặt trong bối cảnh xã hội thời Victoria với những kìm kẹp hạn chế đối với phụ nữ. Cha của bà, ông William Edward Nightingale, là một địa chủ cực kỳ giàu có, gia đình Nightingale thuộc vào giới thượng lưu tinh hoa nhất của Anh quốc. Thời bấy giờ, phụ nữ ở tầng lớp của Nightingale không đi học đại học hay theo đuổi sự nghiệp; mục tiêu chính trong đời của họ là kết hôn và sinh con đẻ cái. Rất may mắn cho Nightingale, cha của bà tin rằng phụ nữ cũng cần được học hành, và ông đã tự mình giáo dục bà tiếng Ý, Hy Lạp, triết học, lịch sử, và đặc biệt là viết lách và toán học, một điều hiếm hoi đối với phụ nữ thời đó.(tr98) | ” |

Lytton Strachey đã đưa Nightingale vào cuốn sách châm biếm những nhân vật anh hùng của thế kỷ 19, Những người nổi tiếng thời Victoria (1918). Tuy nhiên, thay vì chê bai, Strachey dành hẳn một chương ca ngợi Nightingale, khiến danh tiếng của bà càng được củng cố trên toàn quốc và trở thành biểu tượng cho các nhà nữ quyền Anh những năm 1920 và 1930.
Tuy được biết đến nhiều hơn với những đóng góp của mình trong lĩnh vực điều dưỡng và toán học, Nightingale cũng là một mắt xích quan trọng trong việc nghiên cứu nữ quyền ở Anh. Bà đã viết khoảng 200 cuốn sách, sổ tay và bài báo trong suốt cuộc đời mình. Trong những năm 1850 và 1852, bà vật lộn để khẳng định bản thân và chống lại áp lực kết hôn từ gia đình. Bà thể hiện những suy nghĩ của mình trong Suggestions for Thought to Searchers after Religious Truth (Tạm dịch: Gợi ý Tư tưởng cho Người đi tìm Chân niệm). Đây là một tác phẩm dài 829 trang, ba tập, mà Nightingale đã cho in riêng vào năm 1860, nhưng mãi cho đến gần đây mới được xuất bản toàn bộ. Tập 11 trong dự án gồm 16 tập của Đại học Wilfrid Laurier (2008), Florence Nightingale tuyển tập, bao gồm nhiều tiểu luận, nổi tiếng nhất trong số đó là "Cassandra", từng được xuất bản trước đó bởi Ray Strachey vào năm 1928 trong cuốn The Cause (Tạm dịch: Nguyên nhân).
"Cassandra" phản đối việc nữ quyền hóa quá mức khiến phụ nữ gần như bất lực, như Nightingale nhận thấy trong lối sống buông xuôi của mẹ và em gái, mặc dù họ được giáo dục tử tế. Bà khước từ cuộc sống thoải mái vô lo vô nghĩ của họ để lựa chọn sự nghiệp phụng sự xã hội. Tác phẩm cũng phản ánh nỗi sợ hãi của bà nếu những cố gắng trở nên uổng công vô ích, giống như trường hợp của Cassandra. Cassandra là công chúa thành Troia, phụng sự trong đền thờ thần Apollo ở thời kỳ Chiến tranh thành Troia. Thần đã ban cho nàng khả năng tiên tri, nhưng khiến cho không một ai tin những lời tiên đoán của nàng bởi vì nàng đã cự tuyệt tình cảm của thần. Elaine Showalter gọi tác phẩm của Nightingale là "một tài liệu quan trọng của chủ nghĩa nữ quyền Anh, là sự kết nối giữa Wollstonecraft và Woolf". Nightingale ban đầu miễn cưỡng gia nhập Hiệp hội Quyền lợi Phụ nữ khi được John Stuart Mill đề nghị, nhưng sau đó bà đã bị Josephine Butler thuyết phục rằng 'trao quyền cho phụ nữ là điều kiện tiên quyết của một quốc gia tiến bộ về đạo đức và xã hội'.

### Thần học
Mặc dù một số nguồn trước đây cho rằng Nightingale theo Nhất vị luận, bà hiếm khi đề cập đến điều này. Tuy có những quan điểm phi chính thống của mình, bà vẫn theo Nhà thờ Anh giáo trong suốt cuộc đời mình. Nightingale bị ảnh hưởng bởi giáo lý Giám lý ngay từ khi còn nhỏ và cho rằng niềm tin chân chính thể hiện ở việc tích cực quan tâm và yêu thương người khác.}} Bà đã viết một tác phẩm thần học: Gợi ý tư tưởng, đề xuất quan điểm thần học của riêng mình. Bà tin rằng tất cả mọi người, dù có được cứu rỗi hay không, cuối cùng cũng sẽ lên được Thiên đường. Đôi khi bà an ủi những người bà chăm sóc với niềm tin này. Ví dụ, một cô gái điếm trẻ đang hấp hối được Nightingale chăm sóc lo sợ sẽ phải xuống địa ngục và nói với bà "Cầu Chúa cho bà đừng bao giờ phải rơi vào tình cảnh tuyệt vọng như tôi lúc này". Bà trả lời: "Ôi, cô gái của tôi, không phải bây giờ em nhân từ hơn vị Chúa mà em đang nghĩ sẽ phải đối mặt sao? Vì thực sự Đấng chân tể nhân từ hơn bất kỳ sinh vật nào mà con người từng biết hoặc từng tưởng tượng ra."
Bất chấp lòng sùng tín mãnh liệt đối với Kitô giáo, Nightingale cũng tin rằng các tôn giáo ngoại giáo và phương đông cũng bao hàm mặc khải đích thực. Bà phản đối sự phân biệt đối xử, kể cả giữa những người Ki tô giáo theo các giáo phái khác nhau và cả những người theo các tôn giáo khác. Nightingale tin rằng tôn giáo giúp tiếp cho mọi người sức mạnh để làm những công việc thiện nguyện gian khổ nhất, vì vậy, bà đảm bảo cho đội ngũ y tá của mình tham gia các nghi lễ tôn giáo. Tuy nhiên, bà thường chỉ trích các tổ chức tôn giáo, như việc Giáo hội Anh ở thế kỷ 19 nhiều khi còn làm trầm trọng thêm tình trạng áp bức người nghèo. Nightingale cho rằng các bệnh viện thế tục thường cung cấp dịch vụ chăm sóc tốt hơn các bệnh viện giáo hội. Trong khi bà tin rằng nhân viên y tế nên được thúc đẩy bởi niềm tin tôn giáo cũng như nghề nghiệp, bà nói rằng, trên thực tế, nhiều nhân viên y tế có động cơ tôn giáo chủ yếu quan tâm đến sự cứu rỗi của chính mình hơn là động cơ nghề nghiệp nhằm hướng đến chăm sóc cho bệnh nhân tốt nhất có thể.

## Di sản

### Điều dưỡng

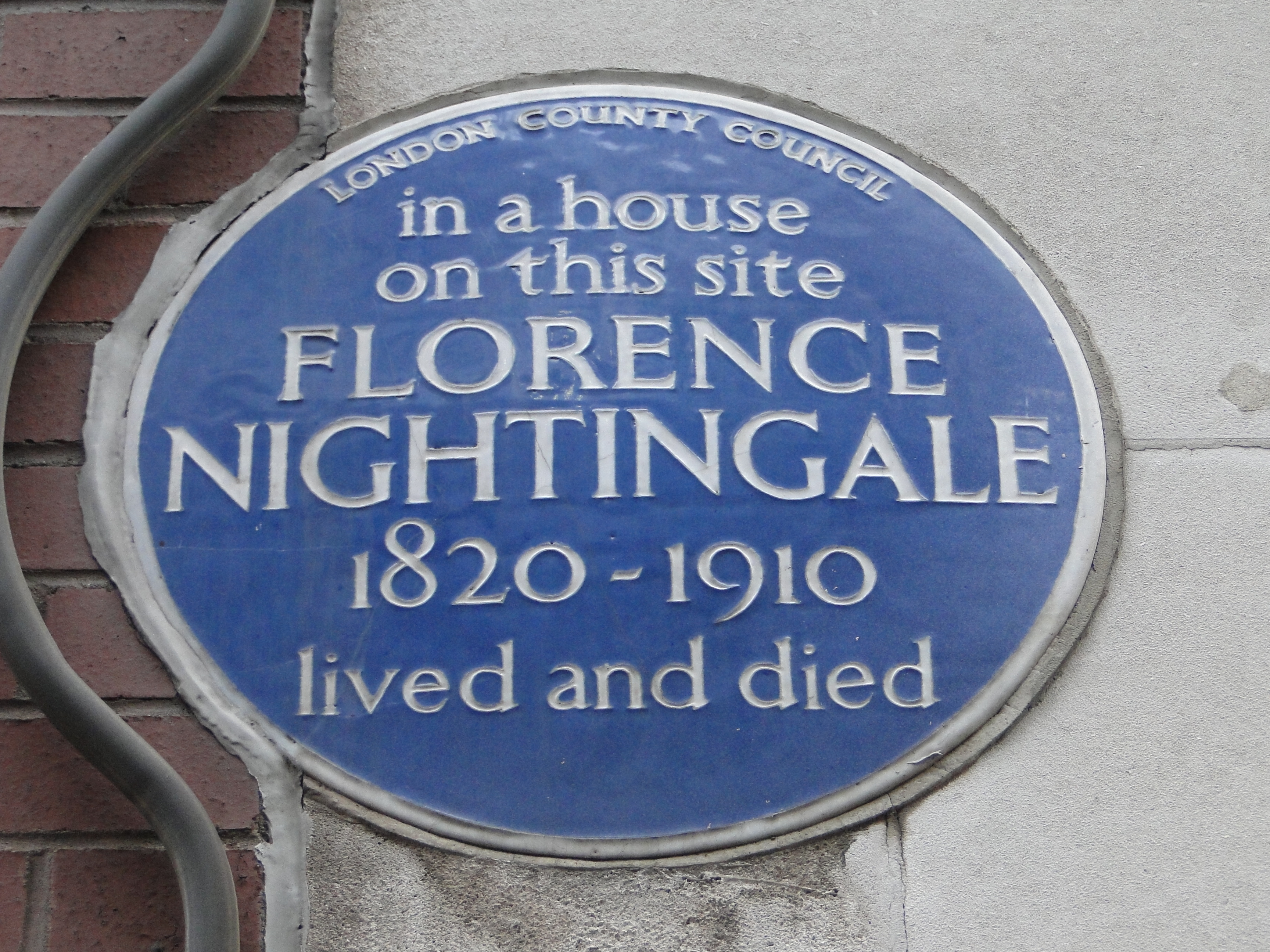
Bia tưởng niệm Nightingale ở South Street, Mayfair, Luân Đôn

Trong suốt cuộc đời mình những cống hiến không ngừng nghỉ của Nightingale đã đặt nền móng cho ngành điều dưỡng hiện đại. Bà trở thành một tấm gương về lòng nhân ái, sự chăm sóc tận tâm và khả năng quản lý mẫn cán, sáng suốt. Chương trình đào tạo điều dưỡng viên chính thức đầu tiên, Trường Điều dưỡng Nightingale, bắt đầu vào năm 1860 và hiện là Khoa Điều dưỡng và Hộ sinh Florence Nightingale tại Đại học Hoàng đế Luân Đôn.
Năm 1912, Ủy ban Chữ thập đỏ Quốc tế đã thiết lập Huân chương Florence Nightingale, được trao hai năm một lần cho các điều dưỡng viên hoặc phụ tá điều dưỡng vì những cống hiến xuất sắc. Đây là sự công nhận quốc tế cao nhất mà một điều dưỡng viên có thể đạt được với "lòng dũng cảm và sự tận tâm đặc biệt đối với những người bị thương, bệnh tật hoặc tàn tật hoặc cho các nạn nhân dân sự của một cuộc xung đột hoặc thảm họa" hoặc "công việc mẫu mực hoặc một tinh thần sáng tạo và tiên phong trong các lĩnh vực giáo dục sức khỏe cộng đồng hoặc điều dưỡng". Kể từ năm 1965, Ngày Quốc tế Điều dưỡng được kỉ niệm vào ngày sinh nhật của bà (12 Tháng 5) mỗi năm. Tổng thống Ấn Độ tôn vinh các điều dưỡng viên với "Giải thưởng Quốc gia Florence Nightingale" hàng năm vào Ngày Quốc tế Điều dưỡng. Giải thưởng được thành lập vào năm 1973, để ghi nhận công lao của các điều dưỡng viên xuất sắc với sự tận tâm, chân thành, cống hiến và lòng nhân ái.

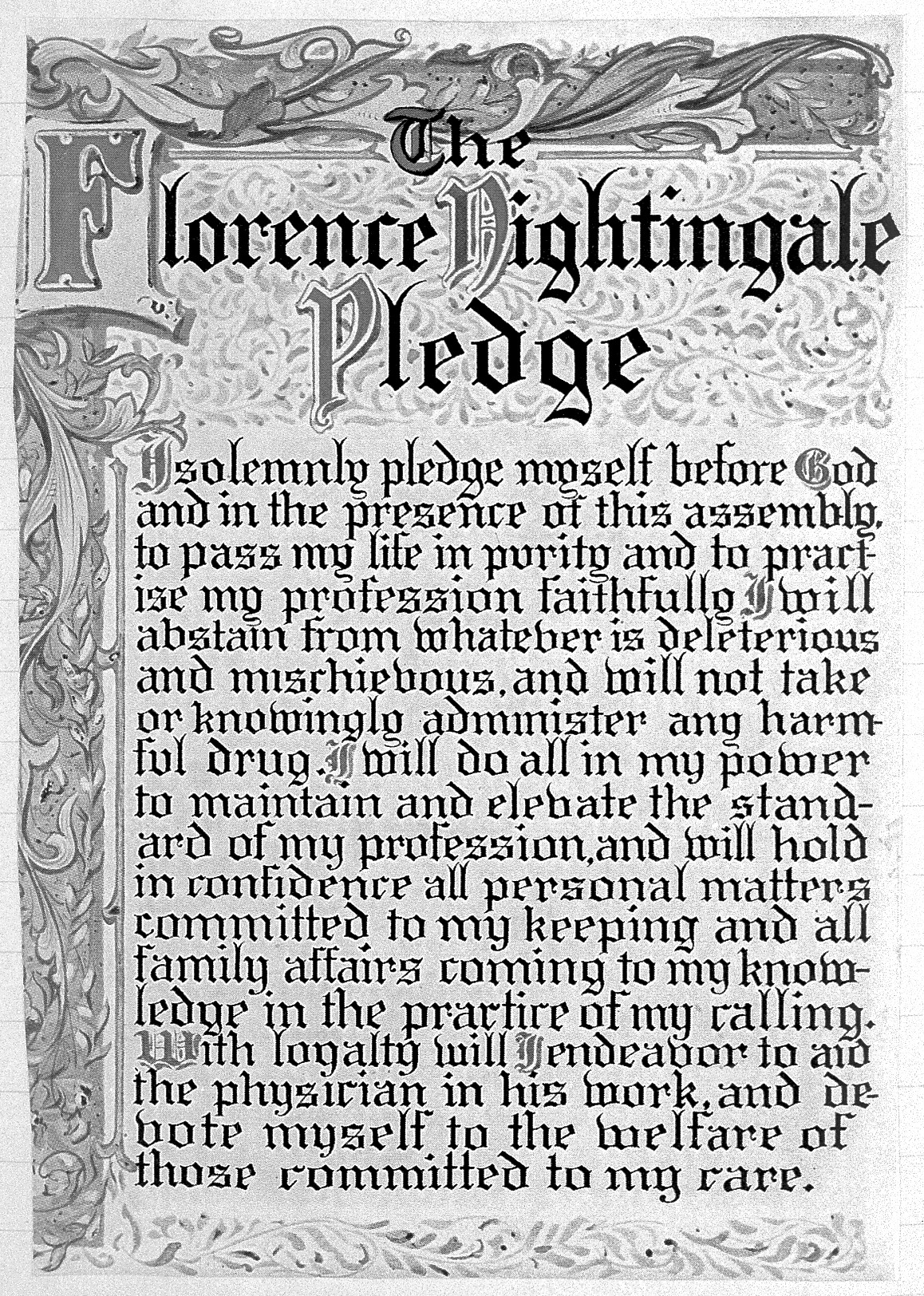
Cam kết Nightingale

Cam kết Nightingale là một phiên bản sửa đổi của Lời thề Hippocrate, được các điều dưỡng viên tuyên thệ trong lễ tốt nghiệp. Cam kết được soạn năm 1893 và được đặt theo tên của Nightingale, là một tuyên ngôn về đạo đức và nguyên tắc của nghề điều dưỡng.
Chiến dịch Tuyên bố Florence Nightingale do các nhà lãnh đạo ngành điều dưỡng trên toàn thế giới tổ chức thông qua chương trình Sáng kiến Nightingale vì Sức khỏe Toàn cầu (NIGH), nhằm mục đích xây dựng một phong trào toàn cầu tại cấp cơ sở để hướng tới đạt được hai Nghị quyết được Đại hội đồng Liên Hiệp Quốc thông qua năm 2008. Các tuyên bố bao gồm: Năm Quốc tế Điều dưỡng – 2010 (kỷ niệm 100 năm ngày mất của Nightingale); Thập kỷ LHQ vì một Thế giới Khỏe mạnh - 2011 đến 2020 (kỷ niệm hai thế kỷ ngày sinh của Nightingale). NIGH cũng hoạt động để nâng cao nhận thức về các vấn đề quan trọng đã được Florence Nightingale nhấn mạnh, như y tế dự phòng và chăm sóc sức khỏe toàn diện. Tính đến năm 2016, Tuyên bố Florence Nightingale đã nhận được hơn 25.000 chữ ký từ 106 Quốc gia.
Trong Chiến tranh Việt Nam, Nightingale đã truyền cảm hứng cho rất nhiều điều dưỡng của Quân đội Hoa Kỳ, khiến tên tuổi và cuộc đời bà lại được quan tâm trở lại. Country Joe McDonald và ban nhạc Country Joe and the Fish đã lập ra một trang web đồ sộ để vinh danh bà. Trường Y khoa Agostino Gemelli ở Roma, bệnh viện đại học đầu tiên và là một trong những trung tâm y tế uy tín nhất của Ý, đã vinh danh những đóng góp của Nightingale cho ngành điều dưỡng bằng cách đặt tên "Bedside Florence" cho một hệ thống máy tính không dây được phát triển để hỗ trợ điều dưỡng viên.

### Bệnh viện
Bốn bệnh viện ở Istanbul được đặt tên theo Nightingale: Bệnh viện Florence Nightingale ở Şişli (bệnh viện tư nhân lớn nhất ở Thổ Nhĩ Kỳ), Bệnh viện Metropolitan Florence Nightingale ở Gayrettepe, Bệnh viện Châu Âu Florence Nightingale ở Mecidiyeköy và Bệnh viện Kızıltoprak Florence Nightingale ở Kadiköy, tất cả đều thuộc Tổ chức Tim mạch Thổ Nhĩ Kỳ.
Vào năm 2021, Bệnh viện cộng đồng London Road ở Derby, Anh được đổi tên thành Bệnh viện Cộng đồng Florence Nightingale.
Trong đại dịch COVID-19, một số bệnh viện dã chiến NHS Nightingale đã được thành lập để sẵn sàng ứng phó với số lượng bệnh nhân cần chăm sóc đặc biệt gia tăng, tại London và trên khắp nước Anh.

### Bảo tàng và tượng đài

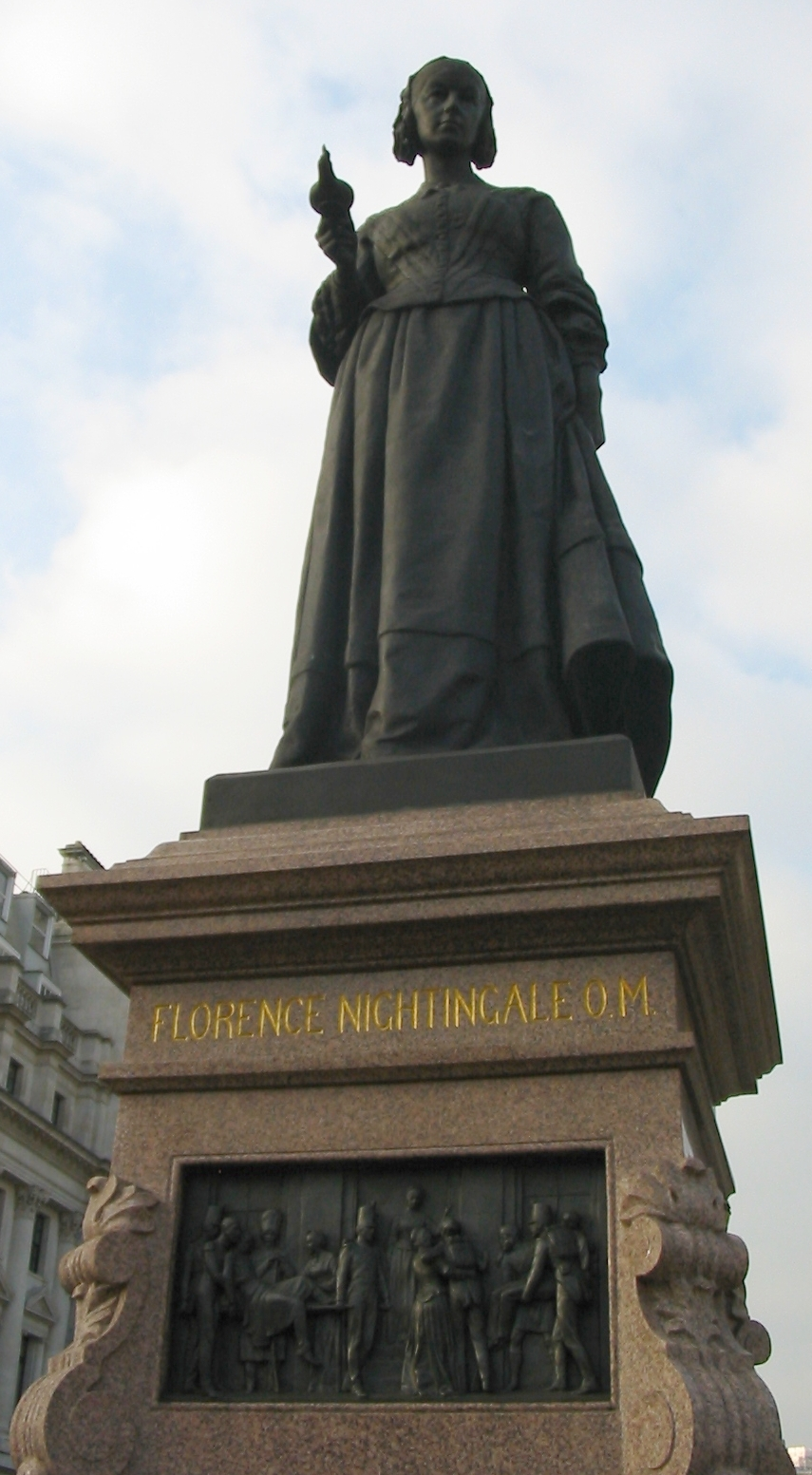
Tượng Nightingale, bởi Arthur George Walker, Waterloo Place, London

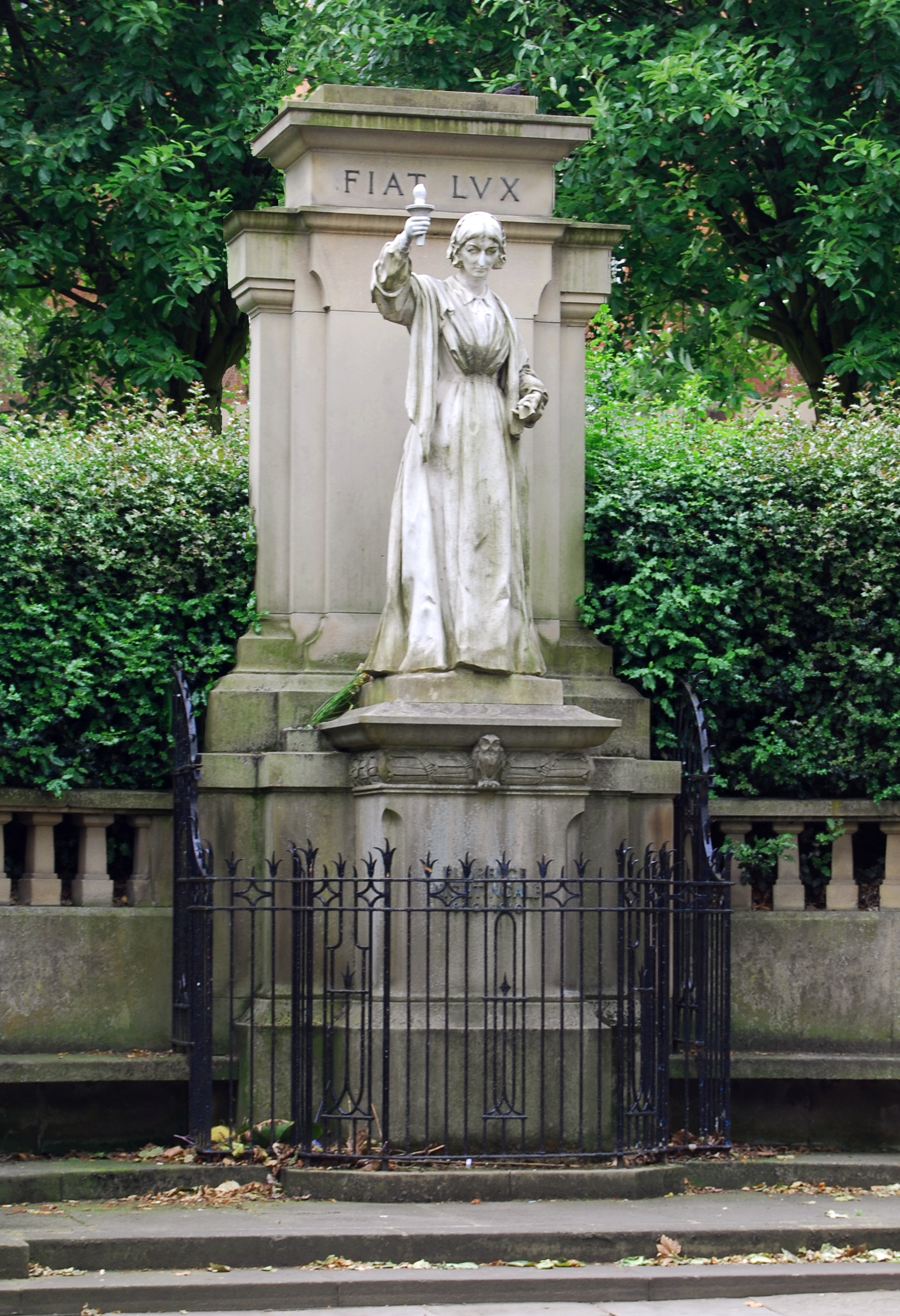
Tượng Florence Nightingale, London Road, Derby

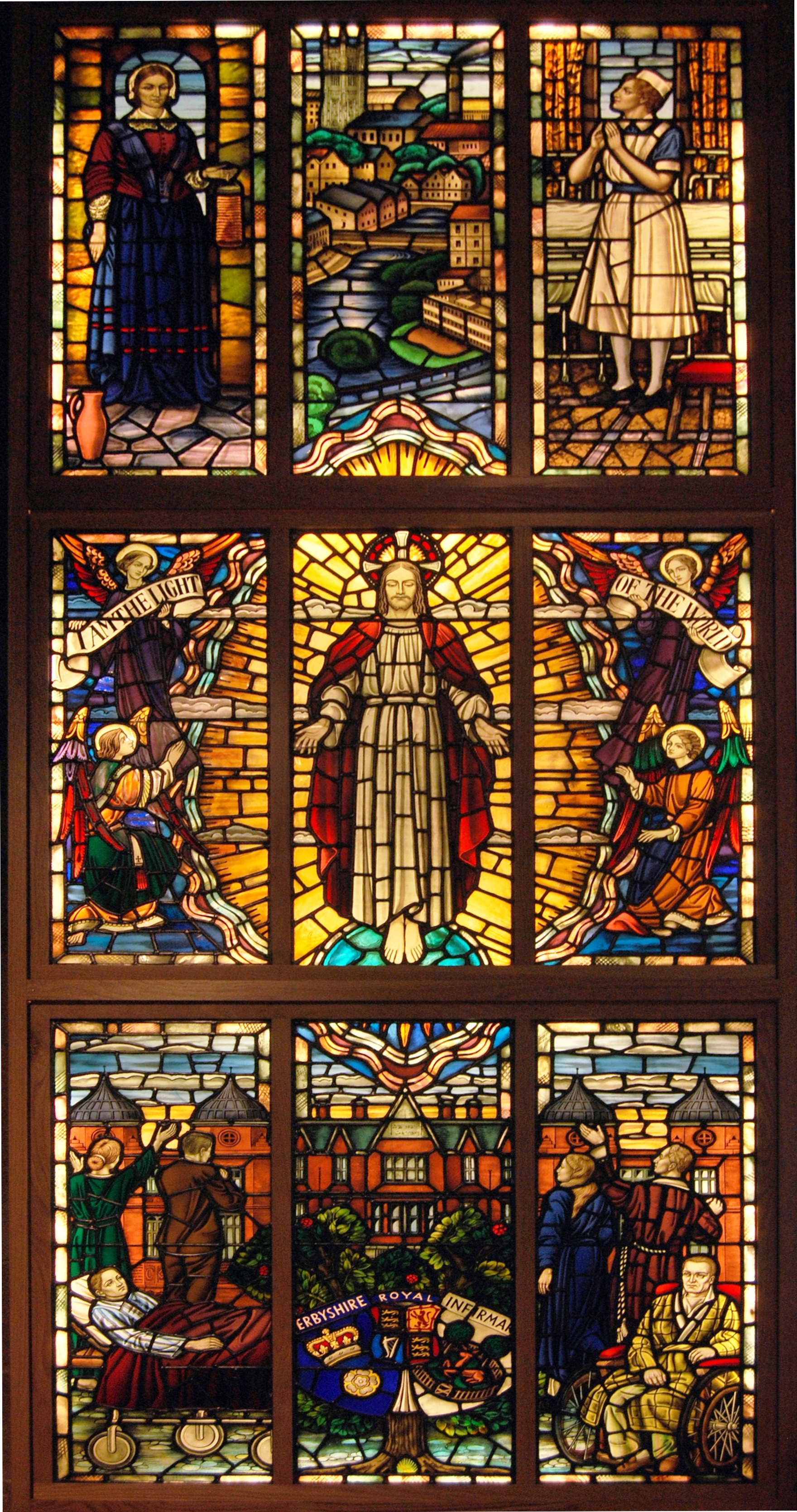
Cửa sổ kính màu Florence Nightingale, ban đầu ở Nhà nguyện Bệnh viện Hoàng gia Derbyshire, sau đó được chuyển đến Nhà thờ St Peter, Derby.

Tượng Florence Nightingale được thực hiện bởi Arthur George Walker được đặt ở Waterloo Place, Westminster, London, ngay gần đại lộ The Mall. Có ba bức tượng Nightingale ở Derby - một bên ngoài Bệnh viện Hoàng gia Derbyshire cũ, một ở St Peter's Street, và một ở phía trên Đơn vị Chăm sóc Liên tục Nightingale-Macmillan đối diện với Bệnh viện Hoàng gia Derbyshire, gần đó có quán rượu mang tên bà. Đơn vị chăm sóc thường xuyên Nightingale-Macmillan hiện thuộc Bệnh viện Hoàng gia Derby, trước đây được gọi là Bệnh viện Thành phố Derby.
Một cửa sổ kính màu đã được đưa vào nhà nguyện Bệnh viện Hoàng gia Derbyshire vào cuối những năm 1950. Khi nhà nguyện bị phá bỏ, cửa sổ đã được tháo ra và lắp vào nhà nguyện thay thế. Khi đóng cửa Bệnh viện Hoàng gia Derbyshire, cửa sổ lại được gỡ ra và lưu kho. Vào tháng 10 năm 2010, 6.000 bảng Anh đã được huy động để phục hồi lại cửa sổ tại Nhà thờ St Peter, Derby. Cửa sổ gồm 9 ô, mô tả cảnh cuộc sống trong bệnh viện, cảnh quan thị trấn Derby và bản thân Nightingale.
Bảo tàng Florence Nightingale tại Bệnh viện St Thomas ở London mở cửa trở lại vào tháng 5 năm 2010, kỷ niệm một trăm năm ngày mất của Nightingale. Một bảo tàng Nightingale khác là tại ngôi nhà của gia đình chị gái bà, Claydon House, hiện thuộc sở hữu của National Trust.
Vào ngày kỉ niệm một trăm năm ngày mất của Nightingale năm 2010, Bảo tàng Malvern đã tổ chức một cuộc triển lãm Florence Nightingale để tưởng nhớ mối liên kết giữa bà và thị trấn Malvern, Worcestershire.
Tại Istanbul, tòa tháp cực bắc của tòa nhà Selimiye Barracks nay là Bảo tàng Florence Nightingale, trưng bày các di vật và bản sao liên quan đến Florence Nightingale và đội ngũ y tá của bà.

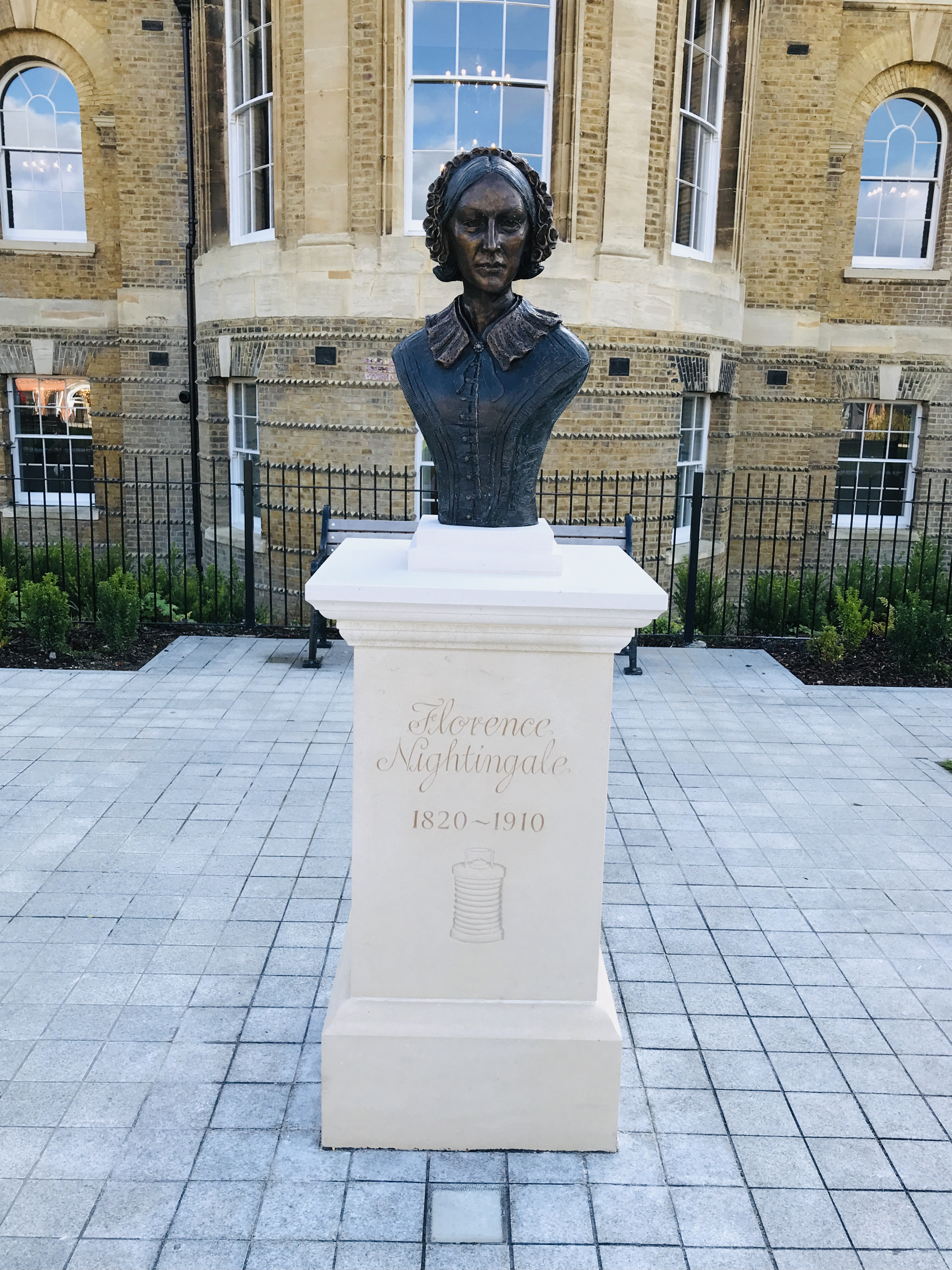
Tượng bán thân Nightingale, Gun Hill Park, Aldershot, 2021

Một tấm bảng bằng đồng gắn trên đài tưởng niệm Krym ở Nghĩa trang Haydarpaşa, Istanbul, Thổ Nhĩ Kỳ được khánh thành vào Ngày Đế chế năm 1954 để kỷ niệm 100 năm những đóng góp của bà ở khu vực này, khắc dòng chữ: "Tới Florence Nightingale, với những cống hiến tại Nghĩa trang này một thế kỷ trước đã cứu vớt nhiều con người và đặt nền móng cho nghề điều dưỡng." Các tượng đài khác của Nightingale bao gồm một bức tượng ở Đại học Chiba ở Nhật Bản, một bức tượng bán thân tại Đại học Bang Tarlac ở Philippines, và một bức tượng bán thân tại Công viên Gun Hill ở Aldershot, Anh. Nhiều trường điều dưỡng khác trên thế giới được đặt theo tên của Nightingale, chẳng hạn như tại Anápolis ở Brazil.

### Ghi âm
Giọng nói của Florence Nightingale đã được thu lại trong một đĩa ghi từ năm 1890, được lưu trữ trong Kho lưu trữ âm thanh của Thư viện Anh. Đoạn ghi âm, được thực hiện với sự hỗ trợ của Quỹ Cứu trợ Lữ đoàn nhẹ và hiện có sẵn trực tuyến, có nội dung như sau:
Khi tôi không còn tồn tại, dù chỉ là một mẩu ký ức, mà chỉ còn lại một cái tên, tôi hy vọng giọng nói này có thể tiếp tục sự nghiệp lớn của cả cuộc đời mình. Xin Chúa phù hộ cho những người đồng đội cũ thân yêu của tôi ở Balaclava và đưa họ cập bến an toàn. Florence Nightingale.

### Sân khấu
Hóa thân trên sân khấu đầu tiên của Nightingale là vở kịch Người phụ nữ với cây đèn của Reginald Berkeley, công chiếu lần đầu ở London vào năm 1929 với Edith Evans thủ vai chính, và được chuyển thể thành phim cùng tên vào năm 1951. Năm 2009, một vở kịch sân khấu về Nightingale mang tên Hành trình của người thiếu nữ được sản xuất bởi Hiệp hội các nhà quản lý dịch vụ điều dưỡng Philippines.

### Phim ảnh
Năm 1912, một bộ phim câm tiểu sử mang tên Thập tự chương Victoria được phát hành, tiếp nối bởi một bộ phim câm Florence Nightingale năm 1915, bộ phim Thiên thần áo trắng năm 1936, bộ phim Người phụ nữ với cây đèn năm 1951. Năm 1993, Nest Entertainment phát hành bộ phim hoạt hình Florence Nightingale, mô tả công việc y tá của bà trong Chiến tranh Krym.

### Truyền hình
Nightingale được nhiều lần thể hiện trên truyền hình, phim tài liệu cũng như các loại hình văn học khác - bộ phim Florence Nightingale năm 2008 của BBC, nhấn mạnh sự độc lập và tiếng gọi tôn giáo của bà, nhưng trong loạt phim Mary Seacole: Thiên thần thực sự của Crimea do Channel 4 sản xuất năm 2006, bà được miêu tả là người hẹp hòi và luốn chống đối những nỗ lực của Seacole.
Các màn thể hiện Nightingale khác bao gồm:
- Laura Morgan trong phim truyền hình Victoria tập # 3,4 "Foreign Bodies" (2018)[111]
- Kate Isitt trong Magic Grandad tập "Người nổi tiếng: Florence Nightingale" (1994)[112]
- Jaclyn Smith trong bộ phim tiểu sử truyền hình Florence Nightingale (1985)[113]
- Emma Thompson trong loạt phim hài của ITV Alfresco tập # 1.2 (1983)[114]
- Jayne Meadows trong loạt phim PBS Meeting of Minds (1978) [115]
- Janet Suzman trong bộ phim tiểu sử kịch nghệ của Anh Miss Nightingale (1974)[116]
- Julie Harris trong Hallmark Hall of Fame tập # 14.4 " The Holy Terror" (1965)[117]
- Sarah Churchill trong Hallmark Hall of Fame tập # 1.6 " Florence Nightingale" (1952)[118]

### Tiền giấy
Hình ảnh của Florence Nightingale xuất hiện trên mặt sau của tờ tiền 10 bảng Anh Series D do Ngân hàng Anh phát hành từ năm 1975 đến năm 1994, với tay cầm chiếc đèn trong khung cảnh một bệnh viện dã chiến. Hình ảnh Nightingale trên tiền giấy được lưu hành cùng với hình ảnh của Isaac Newton, William Shakespeare, Charles Dickens, Michael Faraday, Sir Christopher Wren, Công tước Wellington và George Stephenson; trước năm 2002, ngoài các nữ quốc vương, bà là người phụ nữ duy nhất từng xuất hiện trên tờ tiền giấy của Ngân hàng Anh.

### Ảnh chụp
Nightingale có nguyên tắc hạn chế chụp ảnh hoặc vẽ chân dung. Một bức ảnh cực kỳ hiếm hoi của bà chụp tại Embley trong chuyến thăm nhà vào tháng 5 năm 1858 được phát hiện vào năm 2006 và hiện được lưu giữ ở Bảo tàng Florence Nightingale, London. Một bức ảnh đen trắng được chụp vào khoảng năm 1907 bởi Lizzie Caswall Smith tại ngôi nhà ở London của Nightingale tại South Street, Mayfair, đã được bán đấu giá vào ngày 19 tháng 11 năm 2008 với giá 5.500 bảng Anh.

### Tiểu sử
Cuốn tiểu sử đầu tiên của Nightingale được xuất bản ở Anh vào năm 1855. Năm 1911, Edward Tyas Cook được ủy quyền viết tiểu sử chính thức về bà, xuất bản thành hai tập vào năm 1913. Nightingale cũng là chủ đề của một trong bốn bài luận tiểu sử tiểu sử nổi tiếng của Lytton Strachey, Những người Victoria nổi tiếng. Strachey xem Nightingale là một người phụ nữ mạnh mẽ, có chí hướng, là người khó chịu về phương diện cá nhân nhưng lại đáng ngưỡng mộ về phương diện những thành tựu mà bà đã đạt được.
Cecil Woodham-Smith, giống như Strachey, dựa rất nhiều vào tiểu sử của Cook để viết cuốn tiểu sử của mình năm 1950, mặc dù bà được quyền truy cập vào các tài liệu gia đình lưu giữ tại Claydon. Năm 2008, Mark Bostridge xuất bản một bộ tiểu sử mới về Nightingale, hầu như chỉ dựa trên tài liệu chưa được xuất bản từ Bộ sưu tập Verney tại Claydon và các tài liệu lưu trữ từ khoảng 200 kho lưu trữ trên khắp thế giới.

### Khác

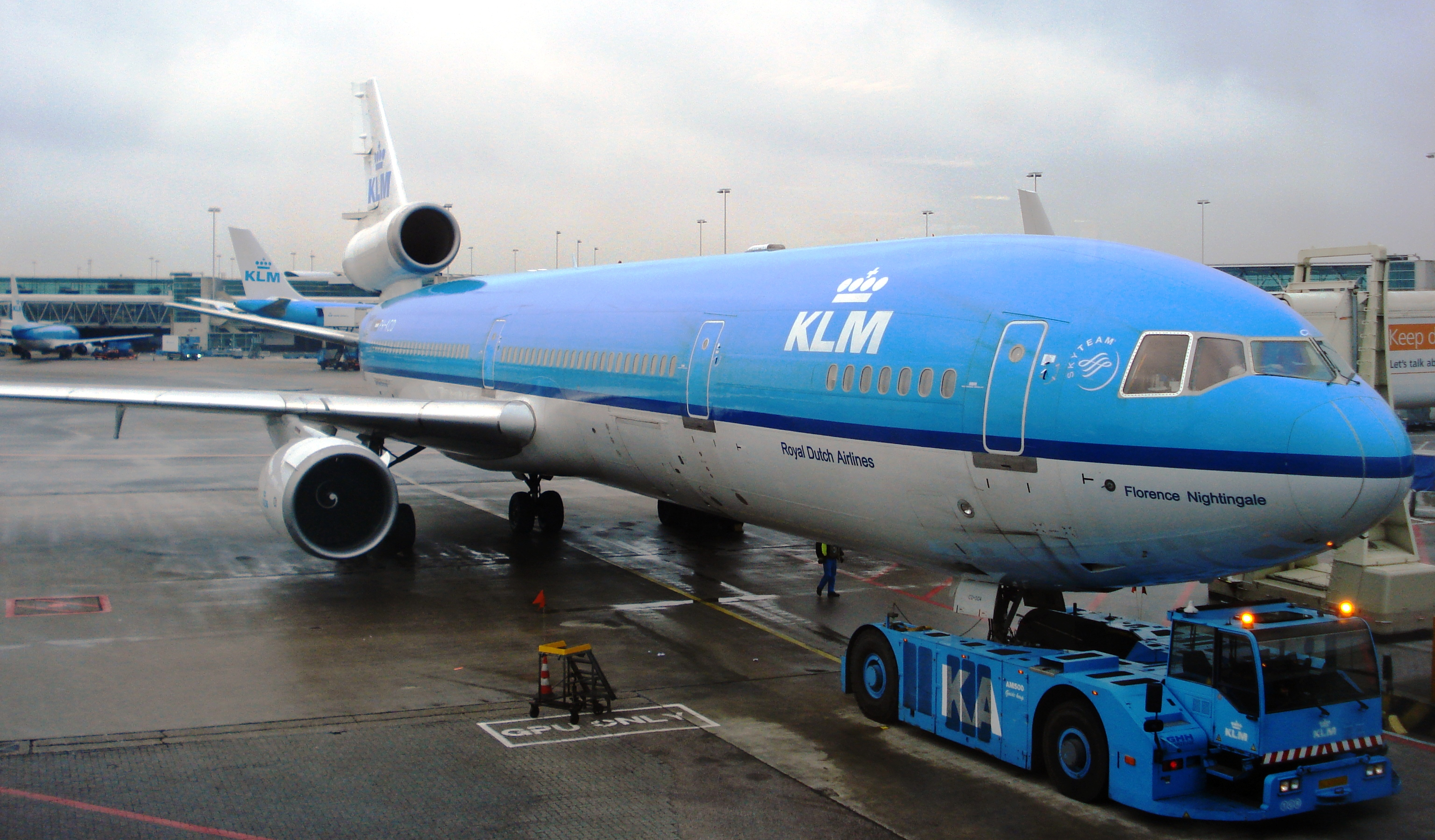
KLM MD-11, số đăng ký PH-KCD, Florence Nightingale

Năm 2002, Nightingale được xếp thứ 52 trong Danh sách 100 người Anh vĩ đại nhất của BBC sau một cuộc thăm dò quy mô lớn ở Anh. Năm 2006, công chúng Nhật Bản đã xếp Nightingale ở vị trí thứ 17 trong Top 100 nhân vật lịch sử ở Nhật Bản.
Một số nhà thờ Cộng đồng Anh giáo tưởng niệm Nightingale với một ngày lễ trong lịch phụng vụ. Nhà thờ Tin Lành Lutheran ở Mỹ tưởng nhớ bà cùng với Clara Maass trong vai trò Nhà cải cách xã hội vào ngày 13 Tháng Tám.
Nhà thờ Quốc gia Washington kỷ niệm những thành tựu của Nightingale với một cửa sổ kính màu hình mũi mác kép thể hiện sáu cảnh tượng trong cuộc đời cô, được thiết kế bởi nghệ sĩ Joseph G. Reynolds và được lắp đặt vào năm 1983.
Tàu USS Florence Nightingale (AP-70) của Hải quân Hoa Kỳ được đưa vào hoạt động năm 1942. Bắt đầu từ năm 1968, Không quân Hoa Kỳ vận hành một phi đội 20 chiếc máy bay giải cứu y tế C-9A "Nightingale", dựa trên nền tảng chiếc McDonnell Douglas DC-9. Chiếc cuối cùng trong đội máy bay này ngừng hoạt động vào năm 2005.
Năm 1981, tiểu hành tinh 3122 Florence được đặt theo tên Nightingale. Một máy bay McDonnell-Douglas MD-11 của KLM Hà Lan (đăng ký PH-KCD) cũng được đặt tên để vinh danh bà. Nightingale đã xuất hiện trên nhiều mẫu tem bưu chính quốc tế, bao gồm Vương quốc Anh, Alderney, Úc, Bỉ, Dominica, Hungary và Đức.

Florence Nightingale được tưởng nhớ tại Nhà thờ Anh với lễ tưởng niệm vào ngày 13 tháng 8. Các hoạt động kỷ niệm 200 năm ngày sinh của bà vào năm 2020 không thể tiến hành được do dịch bệnh Covid-19, nhưng các bệnh viện dã chiến NHS Nightingale trong đại dịch đã được đặt theo tên bà.

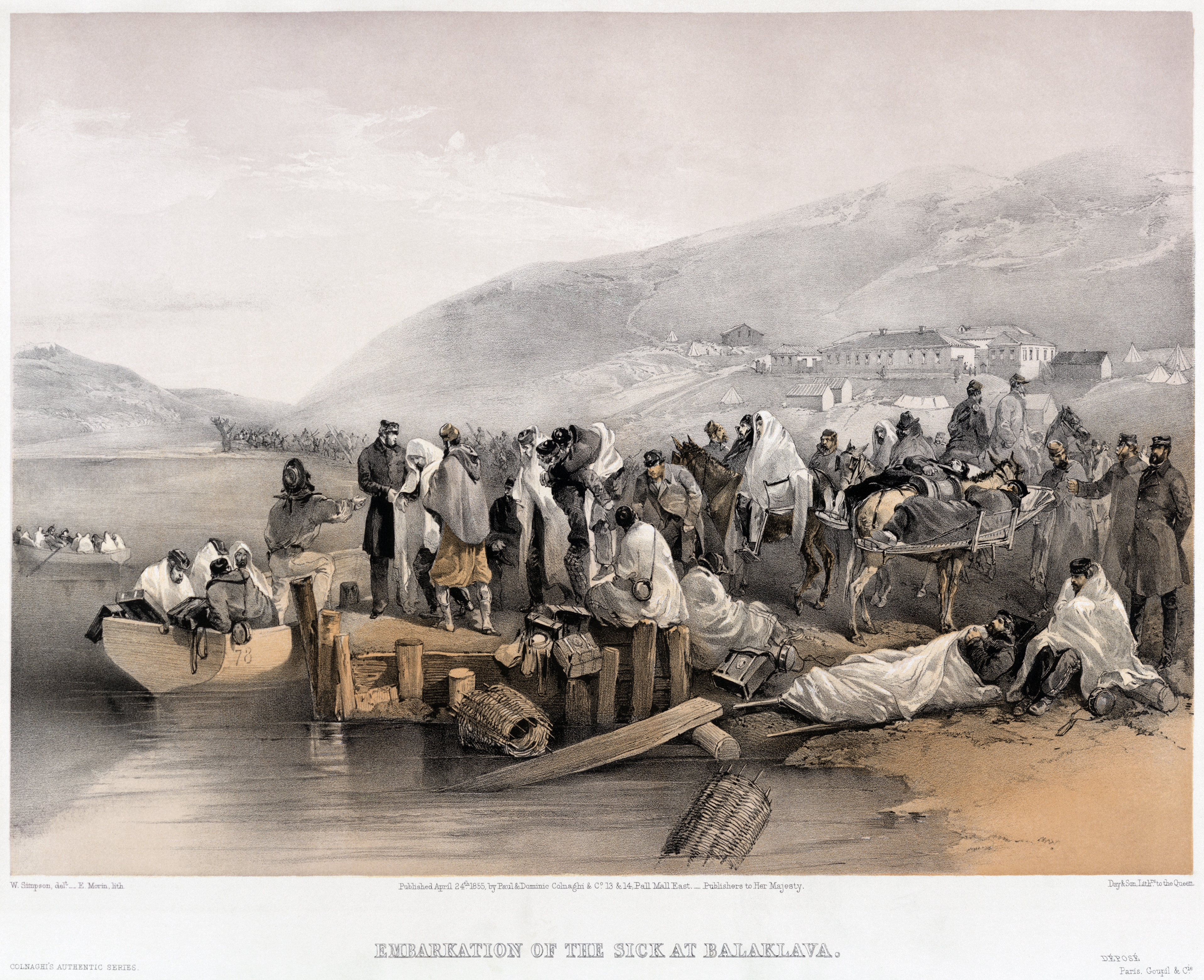
Một bức tranh thạch bản màu của William Simpson minh họa việc sơ tán người bệnh và bị thương khỏi Balaklava
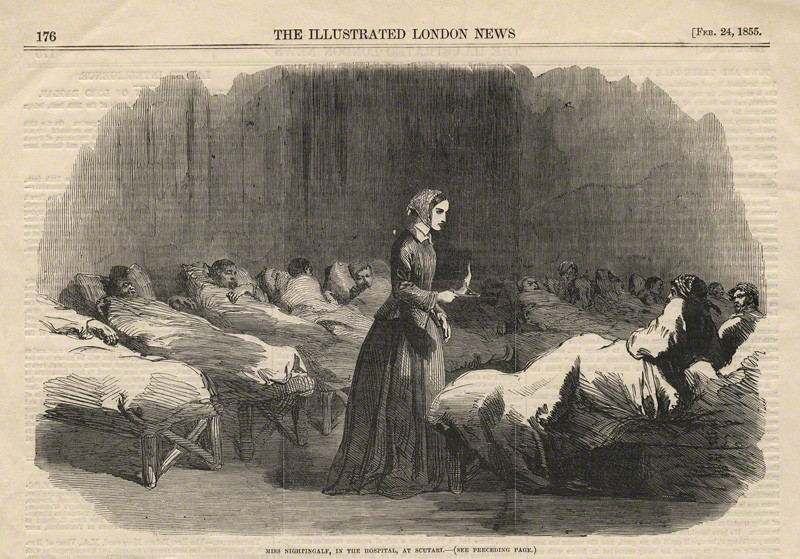
Hình ảnh của Nightingale trên The Illustrated London News, ngày 24 tháng 2 năm 1855
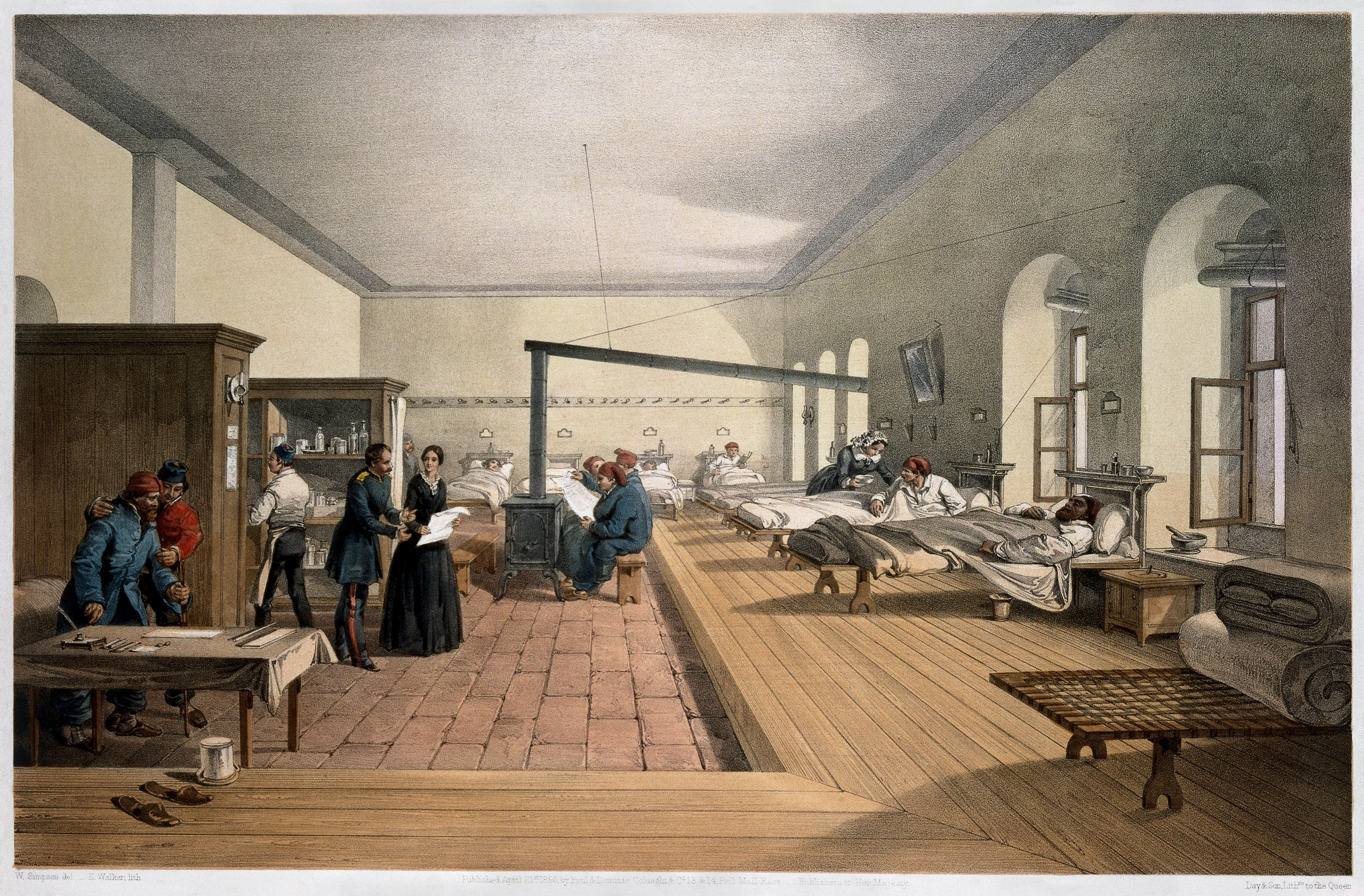
Một khu của bệnh viện tại Scutari nơi Nightingale làm việc, từ một bản in thạch bản năm 1856 của William Simpson
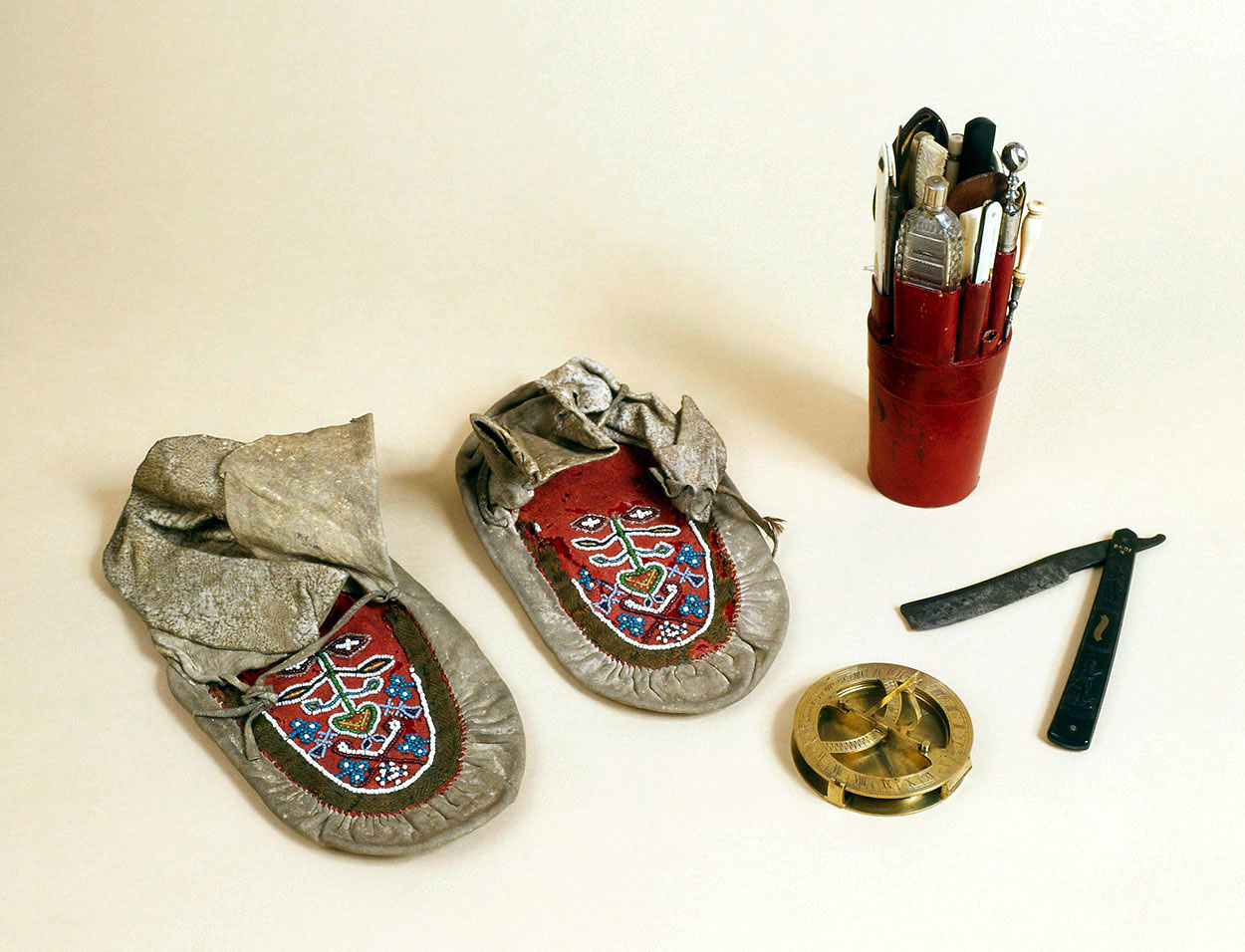
Đôi giày da đanh Nightingale đã mang trong Chiến tranh Crimean (những món đồ khác không phải của bà)
Triển lãm Florence Nightingale tại Bảo tàng Malvern, Anh, 2010Triển lãm Florence Nightingale tại Bảo tàng Malvern, Anh, 2010
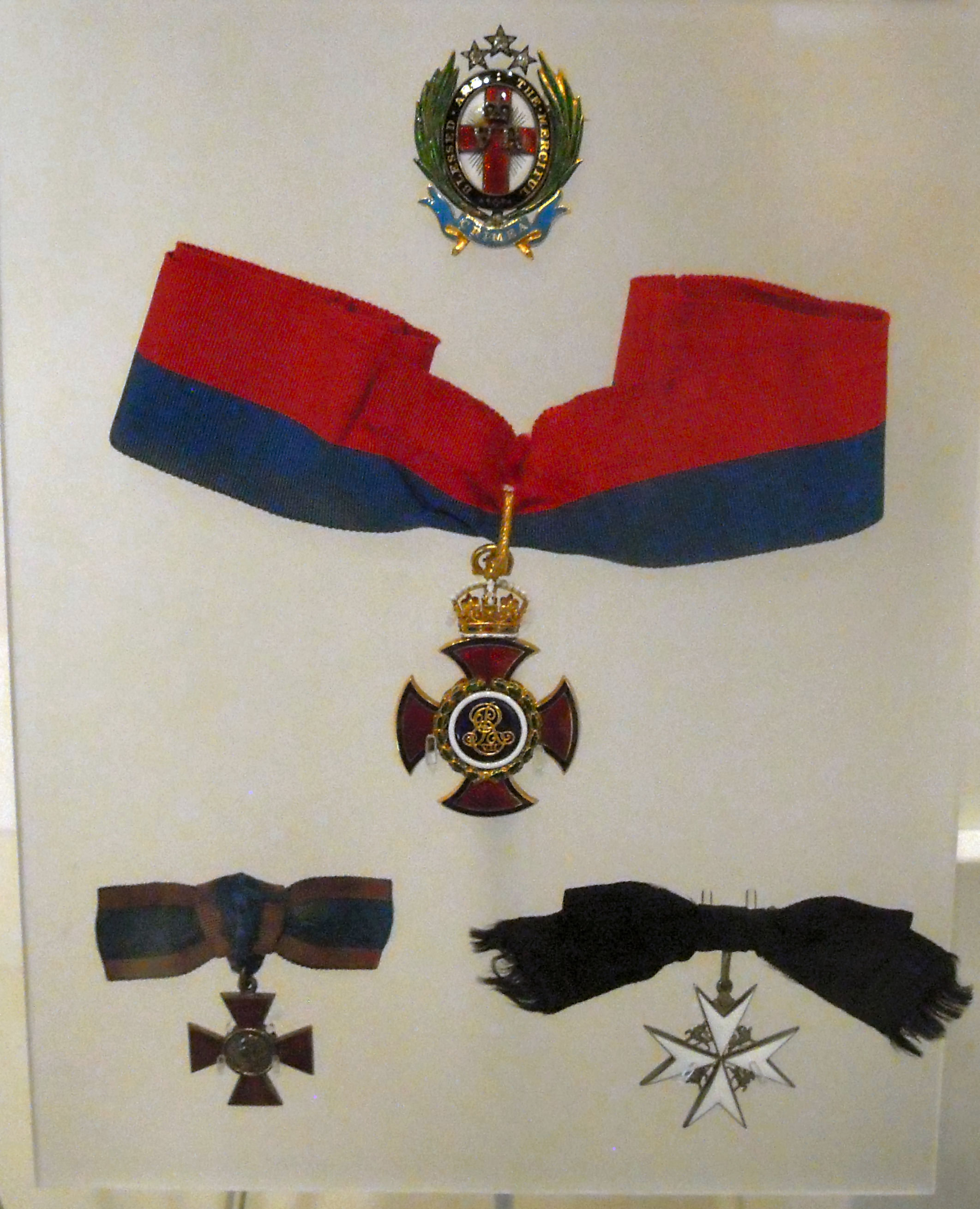
Huy chương của Nightingale trưng bày trong Bảo tàng Quân đội Anh quốc
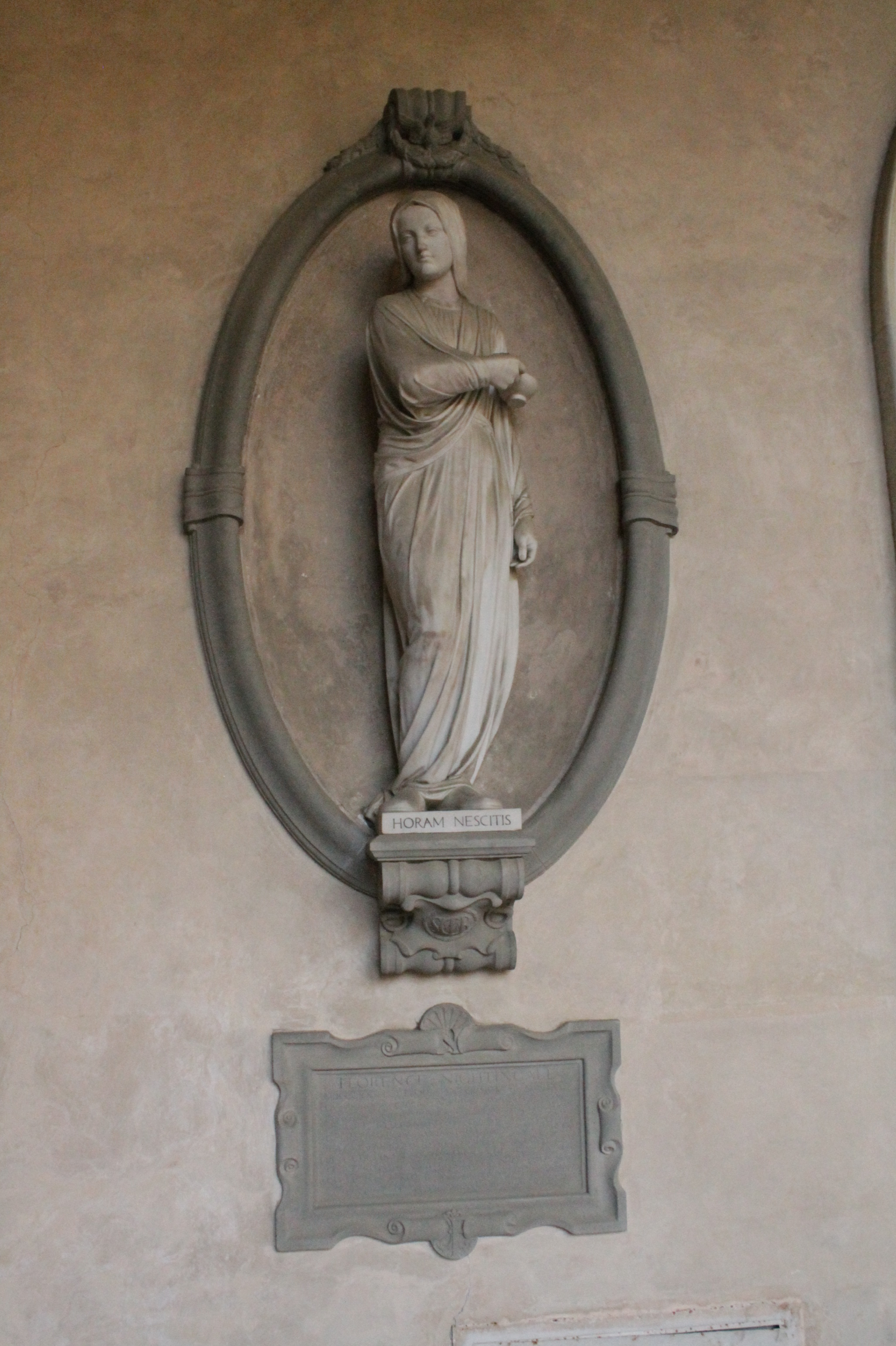
Đài tưởng niệm Nightingale, Nhà thờ Santa Croce, Florence, Ý

## Tác phẩm
- Nightingale, Florence (1979). Cassandra. First published 1852: 1979 reprint by The Feminist Press. ISBN 978-0-912670-55-3. Lưu trữ bản gốc ngày 10 tháng 3 năm 2021. Truy cập ngày 6 tháng 7 năm 2010.Quản lý CS1: địa điểm (liên kết)
- “Notes on Nursing: What Nursing Is, What Nursing is Not”. Philadelphia, London, Montreal: J.B. Lippincott Co. 1946 Reprint. First published London, 1859: Harrison & Sons. Truy cập ngày 6 tháng 7 năm 2010.Quản lý CS1: địa điểm (liên kết)
- Nightingale, Florence; McDonald, Lynn (2001).  McDonald, Lynn (biên tập). Florence Nightingale's Spiritual Journey: Biblical Annotations, Sermons and Journal Notes. Collected Works of Florence Nightingale. 2. Ontario, Canada: Wilfrid Laurier University Press. ISBN 978-0-88920-366-2. Lưu trữ bản gốc ngày 10 tháng 3 năm 2021. Truy cập ngày 6 tháng 7 năm 2010.
- Nightingale, Florence (2002).  McDonald, Lynn (biên tập). Florence Nightingale's Theology: Essays, Letters and Journal Notes. Collected Works of Florence Nightingale. 3. Ontario, Canada: Wilfrid Laurier University Press. ISBN 978-0-88920-371-6. Lưu trữ bản gốc ngày 10 tháng 3 năm 2021. Truy cập ngày 6 tháng 7 năm 2010.
- Nightingale, Florence (2003).  Vallee, Gerard (biên tập). Mysticism and Eastern Religions. Collected Works of Florence Nightingale. 4. Ontario, Canada: Wilfrid Laurier University Press. ISBN 978-0-88920-413-3. Lưu trữ bản gốc ngày 10 tháng 3 năm 2021. Truy cập ngày 6 tháng 7 năm 2010.
- Nightingale, Florence; McDonald, Lynn (2008).  McDonald, Lynn (biên tập). Suggestions for Thought. Collected Works of Florence Nightingale. 11. Ontario, Canada: Wilfrid Laurier University Press. ISBN 978-0-88920-465-2. Lưu trữ bản gốc ngày 10 tháng 3 năm 2021. Truy cập ngày 6 tháng 7 năm 2010. Privately printed by Nightingale in 1860.
- “Notes on Nursing for the Labouring Classes”. London: Harrison. 1861. Truy cập ngày 6 tháng 7 năm 2010. Chú thích journal cần |journal= (trợ giúp)
- The Family, a critical essay in Fraser's Magazine (1870)
- “Introductory Notes on Lying-In Institutions”. Nature. London. 5 (106): 22–23. 1871. Bibcode:1871Natur...5...22.. doi:10.1038/005022a0. S2CID 3985727. Truy cập ngày 6 tháng 7 năm 2010.
- Una and the Lion. Cambridge: Riverside Press. 1871. Truy cập ngày 6 tháng 7 năm 2010. Note: First few pages missing. Title page is present.
- Una and Her Paupers, Memorials of Agnes Elizabeth Jones, by her sister. with an introduction by Florence Nightingale. New York: George Routledge and Sons, 1872. 1872. Truy cập ngày 6 tháng 7 năm 2010.Quản lý CS1: khác (liên kết). See also 2005 publication by Diggory Press, ISBN 978-1-905363-22-3
- Nightingale, Florence (1987). Letters from Egypt: A Journey on the Nile 1849–1850. ISBN 1-55584-204-6.
- Nightingale, Florence (1867). Workhouse nursing . London: Macmillan and Co.

## Dẫn nguồn
1. ↑  “Florence Nightingale”. King's College London. Lưu trữ bản gốc ngày 8 tháng 12 năm 2015. Truy cập ngày 30 tháng 11 năm 2015.
2. ↑  “Florence Nightingale 2nd rendition, 1890 – greetings to the dear old comrades of Balaclava”. Internet Archive. Truy cập ngày 13 tháng 2 năm 2014.
3. ↑  Strachey, Lytton (1918). Eminent Victorians. London: Chatto and Windus. tr. 123.
4. ↑  Swenson, Kristine (2005). Medical Women and Victorian Fiction. University of Missouri Press. tr. 15. ISBN 978-0-8262-6431-2.
5. ↑  Aaron Ralby (2013). “The Crimean War 1853–1856”. Atlas of Military History. Parragon. tr. 281. ISBN 978-1-4723-0963-1.
6. 1 2 3 4 5 6 7  Bostridge, Mark (17 tháng 2 năm 2011). “Florence Nightingale: the Lady with the Lamp”. BBC. Lưu trữ bản gốc ngày 25 tháng 12 năm 2019. Truy cập ngày 20 tháng 12 năm 2019.
7. ↑  Petroni, A (1969). “The first nursing school in the world—St. Thomas Hospital School in London”. Munca Sanit. 17 (8): 449–454. PMID 5195090.
8. ↑  Shiller, Joy (1 tháng 12 năm 2007). “The true Florence: Exploring the Italian birthplace of Florence Nightingale”. Lưu trữ bản gốc ngày 10 tháng 6 năm 2015. Truy cập ngày 16 tháng 3 năm 2015.
9. ↑  “Florence Nightingale” Lưu trữ ngày 3 tháng 3 năm 2020 tại Wayback Machine. JMVH.org. Retrieved 17 June 2020
10. 1 2 3  Nightingale, Florence (2003). “Introduction, passim”.  Trong Vallee, Gerard (biên tập). Florence Nightingale on Mysticism and Eastern Religions. Collected Works of Florence Nightingale. 4. Wilfrid Laurier University Press. ISBN 978-0-88920-413-3.
11. 1 2 3 4  Nightingale, Florence (2010). “An introduction to volume 14”.  Trong McDonald, Lynn (biên tập). Florence Nightingale: The Crimean War. Collected Works of Florence Nightingale. 14. Wilfrid Laurier University Press. ISBN 978-0-88920-469-0.
12. ↑  “Pedigree of Shore of Sheffield, Meersbrook, Norton and Tapton”. Rotherham Web. Bản gốc lưu trữ ngày 29 tháng 10 năm 2013. Truy cập ngày 17 tháng 5 năm 2012.
13. ↑  Cromwell, Judith Lissauer (2013). Florence Nightingale, feminist. Jefferson, NC [u.a.]: McFarland et Company. tr. 28. ISBN 978-0-7864-7092-1.
14. 1 2  Small, Hugh (2017). Florence Nightingale and Her Real Legacy. London: Robinson. tr. 1–19.
15. ↑  Bostridge, Mark (2008). Florence Nightingale. p. 8. London
16. ↑  “Life and death of Florence Nightingale's beloved pet”. Trinity College, Cambridge. Lưu trữ bản gốc ngày 22 tháng 5 năm 2020. Truy cập ngày 3 tháng 10 năm 2019.
17. ↑  Chaney, Edward (2006). “Egypt in England and America: The Cultural Memorials of Religion, Royalty and Revolution”.  Trong Ascari, M.; Corrado, A. (biên tập). Sites of Exchange European Crossroads and Faultlines. Amsterdam and New York: Rodopi. tr. 39–74.
18. ↑  Oxford Dictionary of National Biography
19. ↑  “History of Harley Street”. Harley Street Guide. Lưu trữ bản gốc ngày 7 tháng 11 năm 2017. Truy cập ngày 9 tháng 11 năm 2009. (commercial website)
20. ↑  “Shining a light on 'The Lady with the Lamp'”. Unison magazine. Lưu trữ bản gốc ngày 17 tháng 6 năm 2020. Truy cập ngày 17 tháng 6 năm 2020.
21. ↑  Gill, Christopher J.; Gill, Gillian C. (tháng 6 năm 2005). “Nightingale in Scutari: Her Legacy Reexamined”. Clinical Infectious Diseases. 40 (12): 1799–1805. doi:10.1086/430380. ISSN 1058-4838. PMID 15909269.
22. ↑  Mary Jo Weaver (1985). New Catholic Women: a Contemporary Challenge to Traditional Religious Authority. San Francisco: Harper and Row. tr. 31. citing Hartley, Olga (1935). Women and the Catholic Church. London: Buns, Oates & Washbourne. tr. 222–223.
23. ↑  Patrick Waddington, "Mohl, Mary Elizabeth (1793–1883)", Oxford Dictionary of National Biography, Oxford University Press, 2004; online edn, January 2007 accessed 7 February 2015
24. ↑  "Report on Medical Care" Lưu trữ ngày 2 tháng 2 năm 2012 tại Wayback Machine. British National Archives (WO 33/1 ff.119, 124, 146–7). 23 February 1855.
25. ↑  Bản mẫu:Cite DNB12
26. ↑  “The Global Public-Private Partnership for Handwashing”. globalhandwashing.org. Lưu trữ bản gốc ngày 18 tháng 4 năm 2015. Truy cập ngày 18 tháng 4 năm 2015.
27. ↑  Nightingale, Florence (tháng 8 năm 1999). Florence Nightingale: Measuring Hospital Care Outcomes. ISBN 978-0-86688-559-1. Truy cập ngày 13 tháng 3 năm 2010.[liên kết hỏng]
28. 1 2  Small, Hugh (1998). “Florence Nightingale, Avenging Angel”. Constable. tr. 861. Lưu trữ bản gốc ngày 27 tháng 10 năm 2014. Truy cập ngày 18 tháng 8 năm 2014.
29. 1 2  Nightingale, Florence (1914). Florence Nightingale to Her Nurses: A Selection From Miss Nightingale's Addresses to Probationers and Nurses of the Nightingale School at St Thomas's Hospital. London, UK: Macmillan.
30. ↑  McDonald, Lynn (ed.) Florence Nightingale: The Crimean War in Collected Works vol. xiv, 2010, pp.65, 384 & 1038
31. ↑  Small, Hugh (2017). Florence Nightingale and Her Real Legacy. London: Robinson. tr. 171–179.
32. ↑  Mary Seacole, Wonderful Adventures of Mrs. Seacole in Many Lands, Chapter VIII (London: James Blackwood, 1857), pp. 73–81
33. ↑  letter 4 August 1870, Wellcome Ms 9004/59).
34. ↑  Tan-Feng Chang, CREOLIZING THE WHITE WOMAN'S BURDEN: MARY SEACOLE PLAYING "MOTHER" AT THE COLONIAL CROSSROADS BETWEEN PANAMA AND CRIMEA, (Johns Hopkins University Press, 2017), p. 526.
35. ↑  “Irish Nurses at the Crimean War”. www.carefulnursing.ie (bằng tiếng Anh). Lưu trữ bản gốc ngày 24 tháng 3 năm 2020. Truy cập ngày 8 tháng 3 năm 2020.
36. ↑  Bridgeman, M. F. (1854–1856), An Account of the Mission of the Sisters of Mercy in the Military Hospitals of the East, Beginning December 1854 and Ending May 1856. Unpublished Manuscript, Archives of the Sisters of Mercy, Dublin, p.18
37. ↑  Carol Helmstadter, Beyond Nightingale: Nursing on the Crimean War Battlefields Lưu trữ ngày 31 tháng 7 năm 2020 tại Wayback Machine, Manchester University Press (2020) – Google Books
38. ↑  Henry Wadsworth Longfellow (tháng 11 năm 1857). “Santa Filomena”. The Atlantic Monthly. tr. 22–23. Lưu trữ bản gốc ngày 14 tháng 5 năm 2008. Truy cập ngày 13 tháng 3 năm 2010.
39. ↑  Nightingale, Florence (1974) [1859]. “Preface”. Notes on Nursing: What it is and what it is not. Glasgow and London: Blackie & Son Ltd. ISBN 978-0-216-89974-2.
40. ↑  Nightingale, Florence (1974) [1859]. “Introduction by Joan Quixley”. Notes on Nursing: What it is and what it is not. Blackie & Son Ltd. ISBN 978-0-216-89974-2.
41. 1 2  Florence Nightingale, the Woman and her Legend, by Mark Bostridge (Viking, 2008)
42. 1 2 3  “Florence Nightingale: the medical superstar”. Daily Express. 12 tháng 5 năm 2016. Lưu trữ bản gốc ngày 4 tháng 6 năm 2016. Truy cập ngày 12 tháng 5 năm 2016.
43. ↑  “The Sanitary Commission—The Red Cross”. Cambridge University Press. JSTOR. 1910. JSTOR 2186240.
44. ↑  Role Development for Doctoral Advanced Nursing Practice. Springer Publishing Company. 15 tháng 12 năm 2010. tr. 325.
45. ↑  Linda Richards (1915) Reminiscences of Linda Richards, Whitcomb & Barrows, Boston OCLC 1350705
46. ↑  “Bicentenary of a hospital built from a rum deal”. Sydney Morning Herald. 26 tháng 10 năm 2017. Lưu trữ bản gốc ngày 27 tháng 10 năm 2017. Truy cập ngày 26 tháng 10 năm 2017.
47. ↑  “May 12th International Awareness Day”. Lưu trữ bản gốc ngày 18 tháng 7 năm 2015. Truy cập ngày 12 tháng 5 năm 2015.
48. ↑  Bostridge (2008)
49. ↑   The Life of Florence Nightingale vol. 2 of 2 by Edward Tyas Cook, pp. 14–17 tại Dự án Gutenberg
50. ↑   available tại Dự án Gutenberg
51. 1 2 3  Nightingale, Florence (2005).  McDonald, Lynn (biên tập). Florence Nightingale on Women, Medicine, Midwifery and Prostitution. Wilfrid Laurier University Press. tr. 7, 48–49, 414. ISBN 978-0-88920-466-9.
52. ↑  Stark, Myra.
53. ↑  “Institute of Our Lady of Mercy, Great Britain”. Ourladyofmercy.org.uk. 8 tháng 12 năm 2009. Lưu trữ bản gốc ngày 21 tháng 2 năm 2010. Truy cập ngày 13 tháng 3 năm 2010.
54. ↑  Cannadine, David.
55. ↑  Dossey, Barbara Montgomery.
56. ↑  “Miss Nightingale Dies, Aged Ninety”. The New York Times. 15 tháng 8 năm 1910. Lưu trữ bản gốc ngày 18 tháng 4 năm 2006. Truy cập ngày 21 tháng 7 năm 2007.
57. ↑  Photograph of Nightingale's grave Lưu trữ ngày 23 tháng 10 năm 2006 tại Wayback Machine. countryjoe.com
58. ↑  “Florence Nightingale: The Grave at East Wellow”. Countryjoe.com. Lưu trữ bản gốc ngày 10 tháng 9 năm 2010. Truy cập ngày 13 tháng 3 năm 2010.
59. ↑  Kelly, Heather (1998).
60. ↑  Vojnovic, Paola (2013). 'Florence Nightingale: The Lady of the Lamp' in Santa Croce in Pink: Untold Stories of Women and their Monuments. Adriano Antonioletti Boratto. tr. 27.
61. ↑  Bostridge, Mark (2008). Florence Nightingale: The Making of an Icon. tr. 1172. ISBN 9781466802926. Lưu trữ bản gốc ngày 4 tháng 6 năm 2016. Truy cập ngày 12 tháng 12 năm 2015.
62. ↑  Lewi, Paul J. (2006). Speaking of Graphics. Bản gốc lưu trữ ngày 11 tháng 3 năm 2009. Truy cập ngày 8 tháng 5 năm 2008.
63. 1 2 3 4  Cohen, I. Bernard (tháng 3 năm 1984). “Florence Nightingale”. Scientific American. 250 (3): 128–137. Bibcode:1984SciAm.250c.128C. doi:10.1038/scientificamerican0384-128. PMID 6367033.
64. ↑  “Publication explaining Nightingale's use of 'coxcomb'”. Lưu trữ bản gốc ngày 26 tháng 11 năm 2014. Truy cập ngày 19 tháng 8 năm 2014.
65. ↑  “About us”. Royal Statistical Society. Lưu trữ bản gốc ngày 27 tháng 10 năm 2017. Truy cập ngày 26 tháng 10 năm 2017.
66. ↑  Norman L. Johnson, Samuel Kotz (2011).
67. ↑  Professional Nursing Practice: Concepts and perspective, Koernig & Hayes, sixth edition, 2011, p. 100.
68. ↑  Mc Donald, L. (28 tháng 1 năm 2010). Florence Nightingale: An Introduction to Her Life and Family: Collected Works of Florence Nightingale. tr. 36, 37, 429, 449, etc. ISBN 9780889207042. Lưu trữ bản gốc ngày 10 tháng 3 năm 2021. Truy cập ngày 8 tháng 8 năm 2019.
69. ↑  McDonald, Lynn. Florence Nightingale on Public Health Care. tr. 550.
70. ↑  Lambert, Royston (1963). Sir John Simon, 1816–1904. McGibbon & Kee. tr. 521–523.
71. ↑  Szreter, Simon (1988). “The Importance of Social Intervention in Britain's Mortality Decline c. 1850–1914”. Soc. Hist. Med. 1: 1037.
72. ↑  James Southern, "A Lady 'in Proper Proportions'?
73. ↑  Nightingale, Florence (1994).  Calabria, Michael D.; MacRae, Janet A. (biên tập). Suggestions for Thought: Selections and Commentaries. ISBN 978-0-8122-1501-4. Bản gốc lưu trữ ngày 10 tháng 3 năm 2021. Truy cập ngày 6 tháng 7 năm 2010.
74. ↑  McDonald, Lynn biên tập (2008). Florence Nightingale's Suggestions for Thought. Collected Works of Florence Nightingale. 11. Ontario, Canada: Wilfrid Laurier University Press. ISBN 978-0-88920-465-2. Bản gốc lưu trữ ngày 10 tháng 3 năm 2021. Truy cập ngày 6 tháng 7 năm 2010.
75. ↑  “Collected Works of Florence Nightingale”. Wilfrid Laurier University Press. Bản gốc lưu trữ ngày 27 tháng 9 năm 2011. Truy cập ngày 6 tháng 7 năm 2010. Chú thích journal cần |journal= (trợ giúp)
76. ↑  Gilbert, Sandra M., and Susan Gubar.
77. ↑  “Miss Nightingale – Suffragist”. The Vote. 27 tháng 8 năm 1910. tr. 207. Truy cập ngày 14 tháng 4 năm 2021.
78. ↑  McDonald, Lynn. Florence Nightingale: Extending nursing. tr. 11.
[cần chú thích đầy đủ]
79. ↑  Nightingale, Florence (2002).  McDonald, Lynn (biên tập). Florence Nightingale's Theology: Essays, Letters and Journal Notes. Collected Works of Florence Nightingale. 3. Ontario, Canada: Wilfrid Laurier University Press. tr. 18. ISBN 978-0-88920-371-6. Lưu trữ bản gốc ngày 10 tháng 3 năm 2021. Truy cập ngày 6 tháng 7 năm 2010.
80. ↑  Miller, Russell E. (1979). The Larger Hope: The first century of the Universalist Church in America 1770–1870. Boston, MA: Unitarian Universalist Association. tr. 124. ISBN 978-0-93384-000-3. OCLC 16690792. Lưu trữ bản gốc ngày 21 tháng 1 năm 2021. Truy cập ngày 22 tháng 8 năm 2020. — Regarding the influence of Florence Nightingale on Clara Barton.
81. ↑  Hardy, Susan; Corones, Anthony (2017). “The Nurse's Uniform as Ethopoietic Fashion”. Fashion Theory. 21 (5): 523–552. doi:10.1080/1362704X.2016.1203090.
82. ↑  “Florence Nightingale Faculty of Nursing & Midwifery: About the School: History”. www.kcl.ac.uk. Lưu trữ bản gốc ngày 3 tháng 7 năm 2017. Truy cập ngày 13 tháng 5 năm 2016.
83. ↑  “Medals and Badges: Florence Nightingale Medal”. British Red Cross. Lưu trữ bản gốc ngày 3 tháng 4 năm 2015. Truy cập ngày 15 tháng 5 năm 2016.
84. ↑  “Florence Nightingale Medal”. International Committee of the Red Cross. 2003. Lưu trữ bản gốc ngày 1 tháng 7 năm 2009. Truy cập ngày 25 tháng 6 năm 2010.
85. ↑  “2016 – Nurses: A Force for Change: Improving health systems' resilience”. International Council of Nurses. Lưu trữ bản gốc ngày 15 tháng 2 năm 2016. Truy cập ngày 14 tháng 5 năm 2016.
86. 1 2  “President gives Florence Nightingale Awards to 35 nurses”. Times of India. 13 tháng 5 năm 2016. Lưu trữ bản gốc ngày 2 tháng 5 năm 2016. Truy cập ngày 13 tháng 5 năm 2016.
87. ↑  Crathern, Alice Tarbell (1953). “For the Sick”. In Detroit Courage Was the Fashion: The Contribution of Women to the Development of Detroit from 1701 to 1951. Wayne University Press. tr. 80–81. ISBN 9780598268259. Bản gốc lưu trữ ngày 10 tháng 3 năm 2021. Truy cập ngày 2 tháng 8 năm 2018.
88. ↑  “Florence Nightingale Declaration Campaign”. Nightingaledeclaration.net. Lưu trữ bản gốc ngày 10 tháng 3 năm 2010. Truy cập ngày 13 tháng 3 năm 2010.
89. ↑  “Nightingale Declaration for A Healthy World”. Nigh vision. 13 tháng 5 năm 2016. Lưu trữ bản gốc ngày 30 tháng 6 năm 2016. Truy cập ngày 13 tháng 5 năm 2016.
90. ↑  “Country Joe McDonald's tribute to Florence Nightingale”. Countryjoe.com. Lưu trữ bản gốc ngày 31 tháng 8 năm 2009. Truy cập ngày 13 tháng 3 năm 2010.
91. ↑  “Università Cattolica del Sacro Cuore – The Rome Campus”. .unicatt.it. Bản gốc lưu trữ ngày 9 tháng 9 năm 2010. Truy cập ngày 13 tháng 3 năm 2010.
92. ↑  “Cacace, Filippo et. al. "The impact of innovation in medical and nursing training: a Hospital Information System for Students accessible through mobile devices"” (PDF). Lưu trữ (PDF) bản gốc ngày 14 tháng 7 năm 2007. Truy cập ngày 17 tháng 5 năm 2012.
93. ↑  “Group Florence Nightingale”. Groupflorence.com. Lưu trữ bản gốc ngày 9 tháng 5 năm 2012. Truy cập ngày 17 tháng 5 năm 2012.
94. ↑  “Derby hospital set to be renamed after Florence Nightingale”. Derby Telegraph. 10 tháng 3 năm 2019. Truy cập ngày 19 tháng 8 năm 2021.
95. ↑  Gilroy, Rebecca (24 tháng 3 năm 2020). “New temporary coronavirus hospital in name of Florence Nightingale revealed”. Nursing Times. Lưu trữ bản gốc ngày 28 tháng 3 năm 2020. Truy cập ngày 28 tháng 3 năm 2020.
96. ↑  “Two more UK facilities to be converted into 'NHS Nightingale' coronavirus hospitals”. ITV News. 27 tháng 3 năm 2020. Lưu trữ bản gốc ngày 26 tháng 5 năm 2020. Truy cập ngày 11 tháng 5 năm 2020.
97. ↑  “Florence Nightingale”. Derby Guide. Lưu trữ bản gốc ngày 27 tháng 5 năm 2009. Truy cập ngày 13 tháng 3 năm 2010.
98. ↑  “BBC News – Nurses attend tribute to Florence Nightingale in Derby”. BBC News. 11 tháng 10 năm 2010. Lưu trữ bản gốc ngày 9 tháng 11 năm 2018. Truy cập ngày 21 tháng 6 năm 2018.
99. ↑  “Malvern Museum's Nightingale Exhibit March – October 2010”. Bản gốc lưu trữ ngày 19 tháng 6 năm 2010. Truy cập ngày 16 tháng 7 năm 2010.
100. ↑  “Chase pupil wins poster competition”. Malvern Gazette. Newsquest Media Group. 21 tháng 6 năm 2010. Lưu trữ bản gốc ngày 20 tháng 7 năm 2011. Truy cập ngày 12 tháng 7 năm 2010.
101. ↑  “The Florence Nightingale Museum (Istanbul)”. Telegraph. 15 tháng 9 năm 2007. Lưu trữ bản gốc ngày 7 tháng 3 năm 2010. Truy cập ngày 16 tháng 7 năm 2010.
102. ↑  “Florence Nightingale”. Florence-nightingale-avenging-angel.co.uk. Lưu trữ bản gốc ngày 26 tháng 9 năm 2018. Truy cập ngày 13 tháng 3 năm 2010.
103. ↑  “Commonwealth War Graves Commission Haidar Pasha Cemetery” (PDF). Lưu trữ (PDF) bản gốc ngày 7 tháng 8 năm 2011. Truy cập ngày 13 tháng 3 năm 2010.
104. ↑  “ESCOLA DE ENFERMAGEM FLORENCE NIGHTINGALE em Anápolis, Anápolis” Lưu trữ ngày 10 tháng 3 năm 2021 tại Wayback Machine. escolasecreches.com.
105. ↑  “Florence Nightingale”. Wellcome Collection. Truy cập ngày 8 tháng 8 năm 2021.
106. ↑  Mark Bostridge, Florence Nightingale – The Woman and Her Legend
107. ↑  “BFI | Film & TV Database | The LADY WITH THE LAMP (1951)”. Ftvdb.bfi.org.uk. 16 tháng 4 năm 2009. Bản gốc lưu trữ ngày 14 tháng 1 năm 2009. Truy cập ngày 21 tháng 6 năm 2014.
108. ↑  Florence Nightingale.
109. ↑  “BBC One presents Florence Nightingale” (Thông cáo báo chí). BBC One. 27 tháng 2 năm 2008. Lưu trữ bản gốc ngày 14 tháng 7 năm 2017. Truy cập ngày 19 tháng 10 năm 2018.
110. ↑  “Mary Seacole Information – Television and Film”. www.maryseacole.info. Lưu trữ bản gốc ngày 20 tháng 10 năm 2018. Truy cập ngày 19 tháng 10 năm 2018.
111. ↑  “"Foreign Bodies"”. Victoria. Mùa 3. Tập 4. 3 tháng 2 năm 2019. PBS.
112. ↑  “Famous People with Magic Grandad”. BroadcastForSchools.co.uk (bằng tiếng Anh). Lưu trữ bản gốc ngày 4 tháng 11 năm 2018. Truy cập ngày 19 tháng 10 năm 2018.
113. ↑  “Florence Nightingale (1985)”. Lưu trữ bản gốc ngày 25 tháng 5 năm 2014. Truy cập ngày 25 tháng 5 năm 2014.
114. ↑  Victoria, Queen of the Screen: From Silent Cinema to New Media. McFarland. 2020. tr. 180.
115. ↑  Allen, Steve. “Jayne Meadows”. www.jaynemeadows.com. Lưu trữ bản gốc ngày 10 tháng 11 năm 2018. Truy cập ngày 19 tháng 10 năm 2018.
116. ↑  “Miss Nightingale”. Simply Media (bằng tiếng Anh). Lưu trữ bản gốc ngày 20 tháng 10 năm 2018. Truy cập ngày 19 tháng 10 năm 2018.
117. ↑  The Holy Terror tại TCM Movie Database
118. ↑  “Tele-Tips – Today”. Press-Telegram. 10 tháng 2 năm 1952. Lưu trữ bản gốc ngày 20 tháng 10 năm 2018. Truy cập ngày 19 tháng 10 năm 2018 – qua NewspaperArchive.com.
119. ↑  “Withdrawn banknotes reference guide”. Bank of England. Lưu trữ bản gốc ngày 10 tháng 6 năm 2011. Truy cập ngày 17 tháng 10 năm 2008.
120. ↑  “Historical women on banknotes”. Bảo tàng Ngân hàng Anh. Truy cập ngày 17 tháng 1 năm 2022.
121. ↑  “Rare Nightingale photo sold off”. BBC News. 19 tháng 11 năm 2008. Lưu trữ bản gốc ngày 27 tháng 5 năm 2009. Truy cập ngày 19 tháng 11 năm 2008.
122. ↑  Florence Nightingale, Monica E. Baly and H. C. G. Matthew, Oxford Dictionary of National Biography, 2015.
123. ↑  “The Top 100 Historical Persons in Japan”. Ejje.weblio.jp. Lưu trữ bản gốc ngày 23 tháng 12 năm 2016. Truy cập ngày 28 tháng 3 năm 2017.
124. ↑  Evangelical Lutheran Church in America.
125. ↑  O'Brien, Mary Elizabeth (25 tháng 10 năm 2010). Servant Leadership in Nursing: Spirituality and Practice in Contemporary Health Care. Jones & Bartlett Publishers. tr. 333.
126. ↑  Air Mobility Command Museum: "C-9 Nightingale" Lưu trữ ngày 16 tháng 5 năm 2015 tại Wayback Machine.
127. ↑  "Historic C-9 heads to Andrews for retirement"
128. ↑  Schmadel, Lutz D. (2007). “(3122) Florence”. Dictionary of Minor Planet Names – (3122) Florence. Springer Berlin Heidelberg. tr. 258. doi:10.1007/978-3-540-29925-7_3123. ISBN 978-3-540-00238-3.
129. ↑  “Photos: McDonnell Douglas MD-11 Aircraft Pictures”. Airliners.net. 14 tháng 8 năm 2010. Lưu trữ bản gốc ngày 29 tháng 10 năm 2013. Truy cập ngày 17 tháng 5 năm 2012.
130. ↑  “Florence Nightingale (1820–1910)”. Royal college of nursing. 13 tháng 5 năm 2016. Bản gốc lưu trữ ngày 28 tháng 3 năm 2017. Truy cập ngày 3 tháng 12 năm 2018.
131. ↑  “The Calendar”. The Church of England (bằng tiếng Anh). Truy cập ngày 8 tháng 4 năm 2021.
132. ↑  McEnroe, Natasha (9 tháng 5 năm 2020). “Celebrating Florence Nightingale's bicentenary”. The Lancet (bằng tiếng Anh). 395 (10235): 1475–1478. doi:10.1016/S0140-6736(20)30992-2. ISSN 0140-6736. PMC 7252134. PMID 32386583.